# Русская философия

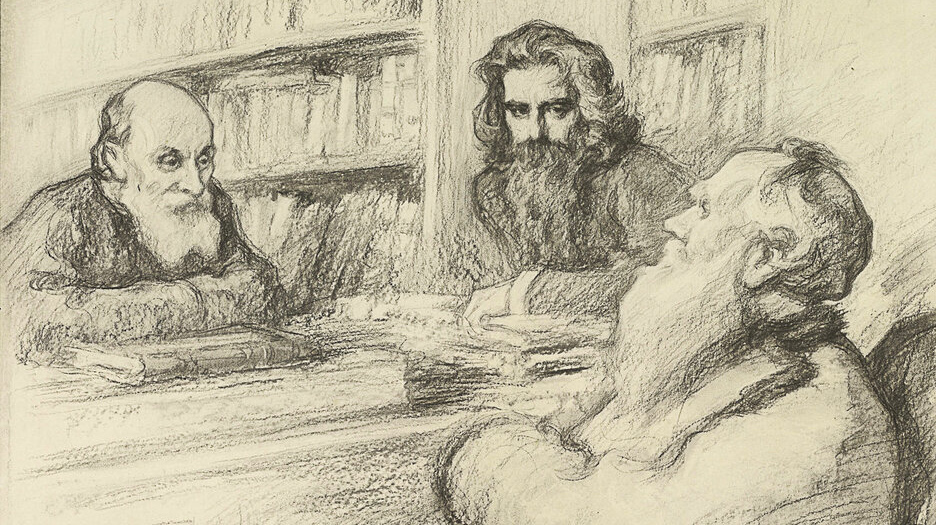
Три философа. Николай Фёдоров, Владимир Соловьёв и Лев Толстой. Художник Леонид Пастернак, 1903

Русская философия — собирательное название философского наследия русских мыслителей.

## Историография
В историографии нет единого мнения касательно истоков русской философии, её периодизации и культурного значения. Первым историком русской философии стал профессор Императорского Казанского университета архимандрит Гавриил (Воскресенский), проследивший историю философских воззрений в русских землях от Средневековья до начала XIX века.
Сведения о распространении философских воззрений среди русских средневековых авторов крайне отрывочны. Принципиальная фрагментарность этих сведений напрямую связана с утратой значительной части рукописных памятников, погибших во время войн и пожаров. Крупнейшей утратой рукописного наследия памятников Средневековой Руси обернулся пожар в доме графа А. И. Мусина-Пушкина в Москве в 1812 году. В ходе пожара в огне были утрачены несколько тысяч единиц хранения, собранных лично графом. Помимо этого сгорели частные коллекции рукописей, ему подаренных, и многочисленные манускрипты из монастырских библиотек, вывезенные по поручению Екатерины II и переданные графу для их систематического описания и дальнейшего изучения.
Собственно оригинальные черты философской мысли в России во многом сложились под влиянием географических и социально-культурных процессов: предпосылки для возникновения философского сознания созревали уже в культуре языческой Руси; её христианизация сыграла важную роль в становлении ранней русской философской культуры.
Древнерусская философская мысль во многом опирается на сочинения митрополита Иллариона, давшего философско-историческое и этико-гносеологическое толкование русской жизни и поставившего вопрос о месте русского народа в мировой истории, об историческом значении и принятии им христианства («Слово о законе и благодати», «Молитва», «Исповедание веры»).
Исторические границы русской философии напрямую зависят от того философского содержания, которое усматривает в русской интеллектуальной истории конкретный исследователь. Традиционно с XIX века выделяют «допетровский / древнерусский» и «послепетровский / просвещенческий» этапы развития русской философии. В современной историографии также выделяют третий, «советский», период. Отталкиваясь от религиозной мысли архимандрит Гавриил — первый историк русской философии — усматривал её истоки в дидактическом «Поучении» Владимира Мономаха, тем самым он напрямую возводил русскую философию к традиционным древнерусским книжникам. Ряд крупных историков русской философии, однако, склонен рассматривать философию в более строгих границах: русская философия оформляется как самостоятельное явление, таким образом, в эпоху Петра Великого.
Сведение русской философии к просвещенческой парадигме неоднократно подвергалось критике в виду редуктивизации русского философского наследия прежних эпох. Дискуссии об истоках и границах русской философии не утихают по сей день, хотя в большинстве современных историко-философских очерков русская философия рассматривается как явление русской интеллектуальной культуры, уходящее корнями в богословско-дидактическую литературу Древней Руси (к числу первых русских философов относят Климента Смолятича, Кирика Новгородца, Кирилла Туровского и др.).
По мнению Николая Лосского, характерными чертами русской философии являются: космизм, софиология (учения о Софии), соборность, метафизичность, религиозность, интуитивизм, позитивизм, реалистичность (онтологизм).
Семён Франк характеризовал русскую философию указанием на присущую русским мыслителям неразделимость рационального и нравственного смыслов, присущих слову «правда». Николай Бердяев также указывал на характерное для русской мысли стремление «выработать себе тоталитарное, целостное миросозерцание, в котором правда-истина будет соединена с правдой-справедливостью».
Проф. Нина Дмитриева отмечает, что «русская философская мысль вплоть до рубежа XIX—XX веков развивалась главным образом в русле литературной критики и публицистики при преимущественном внимании к злободневным социально-политическим и этическим вопросам. А в последние десятилетия XIX века тон в академической и так называемой вольной философии стали всё больше задавать мыслители мистико-религиозного толка».
Академик Д. С. Лихачёв отмечает: «в течение многих веков русская философия теснейшим образом была связана с литературой и поэзией. Поэтому изучать её надо в связи с Ломоносовым и Державиным, Тютчевым и Владимиром Соловьёвым, Достоевским, Толстым, Чернышевским…».

## История русской философии

### Средневековье (XI—XIII века)
Сведения о распространении философских воззрений среди русских средневековых авторов крайне отрывочны. Фрагментарность сведений об интеллектуальных веяниях в среде русских вольнодумцев Средних веков, а также утрата ряда произведений, от которых сохранились лишь названия, придаёт вопросу о существовании древнерусской философии спорный характер. Одни исследователи признают факт её существования, другие — отрицают условия возможности для развития философии на Руси, признавая только наличие философской проблематики в древнерусской книжности.
Само понятие «философ» (от греч. φιλόσοφος, то есть «любомудр», «друг мудрости») в древнерусской книжности употреблялось редко и в широком спектре значений. Согласно исследованиям Е. Э. Гранстрём и М. Н. Громова, в памятниках русского Средневековья «философами» могли называть мудрецов, наставников в делах совести и высокообразованных людей, прошедших «школу»: к ним относили и языческих волхвов, и знатоков экзегезы, и знакомых с византийской схедографией книжников, и искушённых в свободных искусствах князей. В ряде русских рукописей «Повести об Акире Премудром» советник Акир прозван «философом» за смекалку. В Ипатьевской летописи волынский князь Владимир Василькович прозван философом за учёность, «глаголаше ясно от книг, зане бысть философ велик». Таким образом, понятие «философ» употреблялось в значении эпитета мудреца в широком смысле слова; в узком же значении, до появления курсов философии в Раннее Новое время, занятие «любомудрием» оставалось интеллектуальным досугом привилегированной прослойки духовной и светской власти.

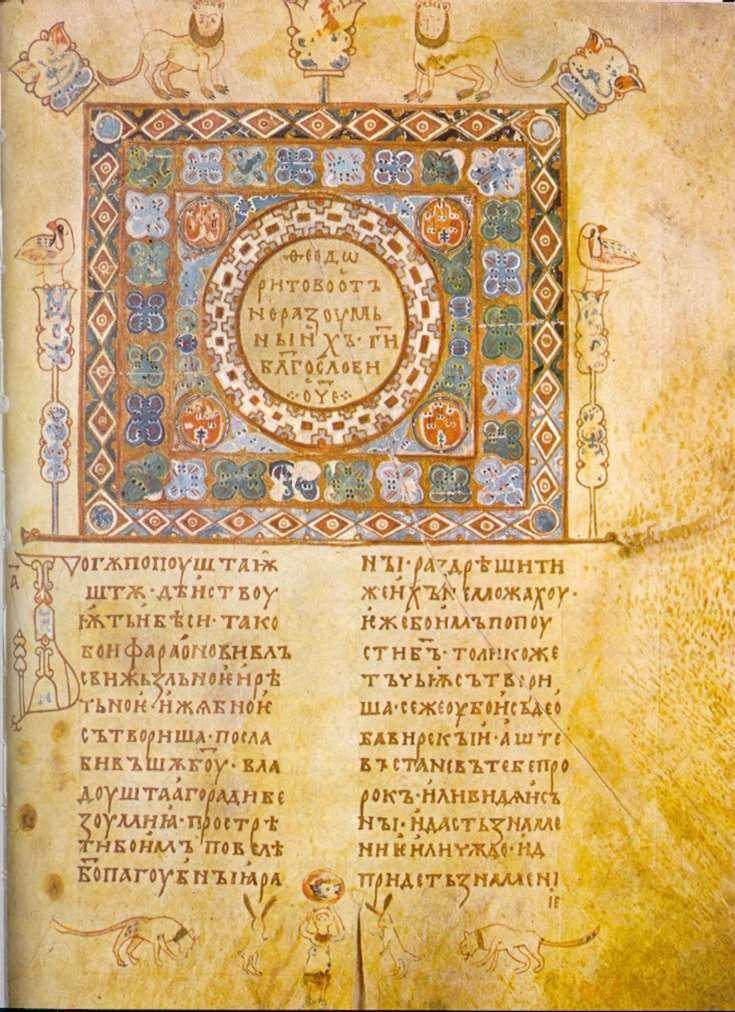
Изборник, 1073. Рукопись из собрания Исторического музея, Москва

Основным источником философских сведений на раннем этапе книжной культуры на Руси служили переводные книги. Среди них преобладают компиляции из изречений древних философов и правителей, выдержки из памятников ранней греческой философии (см. Изборник 1073 года и Изборник 1076 года), а также самостоятельные произведения ранних христианских неоплатоников (Ориген, Дионисий Ареопагит), отцов Церкви (Василий Великий, Иоанн Златоуст, Иоанн Дамаскин, Исаак Сирин) и византийских авторов раннего Средневековья (Евагрий Понтийский, Козьма Индикоплов, Иоанн Малала, Максим Исповедник, Иоанн Лествичник, Георгий Синкелл, Георгий Амартол). В эпоху позднего Средневековья на Русь проникают воззрения сторонников исихазма, в частности, Григория Паламы, Давида Дисипата и Николая Кавасилы, развивавших учение об энергиях как нетварных божественных логосах.
Среди центральных философских тем, затронутых в переводной книжности в «допаламистский» период, выделяются проблемы теонимии и различения Божественной сущности и действия, разработанные в текстах Иоанна Дамаскина, Кирилла Иерусалимского, Мефодия Олимпийского, элементы модальной онтологии, в частности, учение об ипостасях (от греч. ὑπόστασις — основание) как формах индивидуального бытия и небытии зла у Дионисия Ареопагита, учение о теофании и др. Примечательно, что среди получивших известность на Руси византийских книжников преобладают авторы «душеполезных произведений»; философская литература в узком значении слова оставалась маловостребованной вплоть до развития полемической литературы в Раннее Новое время и учреждения в русских землях школ с академическим уклоном.
Важную роль в трансляции философии в русские земли играло южнославянское влияние: значительная часть книжных памятников попадает «на Русь из болгарских и сербских монастырей». На формирование культурного фона средневековой славянской книжности существенно повлияла просветительская деятельность Охридской книжной школы, заложившей фундамент в образование православных монастырских школ. Клименту Охридскому, в частности, приписывается «Житие Кирилла Философа», написанное в форме ответа логофету Феоктисту. В нём содержится одно из первых определений философии, получивших известность на Руси: философия есть «божиам и человечям вещем разум, елико может человек приближитися Бозе, яко Детелию учить человека, по образу и по подобию быти сътворшему его». Цель философии, таким образом, состоит в грамотном применении знаний вещей божественных и человеческих, с тем чтобы приблизиться к Богу и обрести в нём бытие. Само определение, данное Климентом Охридским, восходит к Василию Великому, вслед за стоиками утверждавшему, что премудрость есть знание вещей божественных и человеческих, а также их причин. Зенон Китийский, стоявший у истоков греческой стоической школы, утверждал, что природу добродетели (ἀρετή) следует толковать как «знание вещей божественных и человеческих и как совершенное состояние души».
Почти все известные памятники переводной философской литературы на Руси до монгольского нашествия являются адаптациями южнославянских переводов с греческого. Как отмечает Г. Г. Шпет в «Очерке развития русской философии», использование церковнославянского языка в литургии в целом поставило русских средневековых книжников в зависимое положение, поскольку овладение языком литургии не давало им непосредственного доступа к обширной античной литературе, который получали представители греческого и латинского духовенства, читавшие античных авторов в оригинале. Формирование как богословского, так и философского тезауруса на Руси в XI—XIII веках, таким образом, в значительной мере зависело от особенностей и объёмов освоения концептуальных эллинизмов и связанных с ними теорий греческих авторов в южнославянских землях; «старославянские философские термины в плане выражения зачастую почти совпадают с хорватскими или сербскими».
Среди переводной литературы в Древнерусском государстве особой популярностью пользовались сборник изречений «Пчела» и «Шестоднев» Иоанна Экзарха; с XIV века в круг знаковых для истории Руси памятников религиозно-философской мысли попадает «Диоптра» Филиппа Пустынника. «Пчела» содержит изречения Аристотеля, Анаксагора, Пифагора, Демокрита, Сократа, Плутарха, Софокла, Еврипида, Феогнида и др. В «Шестодневе» Иоанна Экзарха содержатся обширные сведения из различных областей знания того времени, в частности, критический анализ трудов ранних греческих философов. В «Диоптре» разбираются начала натуральной философии Платона, Аристотеля, Плотина, Гиппократа и Галена. Эти и другие книжные своды, такие как «Измарагд», «Златая цепь», «Мерило Праведное», предназначались для того, чтобы сформировать у читателя навыки христианского служения; однако русские книжники сталкивались в них не только с религиозными, но и с космографическими, онтологическими и антропологическими вопросами, побуждавшими к философскому истолкованию.

Пчела (сборник изречений), список XVII ст. Основное собрание рукописной книги (фонд 550), Российская национальная библиотека, Санкт-Петербург

Помимо книжных источников интерес для истории философии в Средневековой Руси представляют религиозные памятники визуальной культуры. Развитие представлений о языческих философах как провозвестниках христианства привело к возникновению традиции церковной иконографии пророчеств эллинских мудрецов: в храмах на Балканах и на Руси известны изображения Платона, Аристотеля, Гермеса Трисмегиста и др. Как правило, эллинским мудрецам приписывались христологические пророчества, целью которых было укрепление веры в православные догматы. Распространение образов языческих философов в церковной иконографии сказалось, в частности, на популярности легенд о семи мудрецах и традиции апокрифических высказываний, приписываемых античным авторам-язычникам. На православных фресках в землях slavia orthodoxa встречается иконографический образ Софии Премудрости Божией, получивший на Руси широкую известность благодаря знакомству духовенства с традицией византийской софиологии. Как отмечают В. В. Мильков и М. Н. Громов, «на византийской почве в рамках христианской идеологии происходит соединение античного образа Софии, связанного с Афиной Палладой, и библейского образа Премудрости», восходящего к книге притчей Соломоновых. Развитие софиологических концептов в русской религиозной философии XIX—XX веков напрямую связано с интересом к древнерусской литературе, живописи и архитектуре.
Доминанты византийской культуры в религиозно-философских воззрениях русских книжников прослеживаются вплоть до XVI столетия; в отдельных случаях они фиксируются вплоть до XVII — начала XVIII веков. Среди наиболее известных средневековых авторов, оставивших труды, знаковые для истории религиозной философии в русских землях XI—XIII веков, можно упомянуть Феодосия Печерского, митрополита Лариона, Владимира Мономаха, митрополита Никифора, Клима Смолятича, Кирика Новгородца, Кирилла Туровского, Георгия Черноризца и Даниила Заточника.
Вопросы сотериологии, природы человека и общечеловеческих ценностей поднимаются в «Слове о законе и благодати» (не ранее 1037 года). В тексте «Слова» восхваляется византийская премудрость, разрабатывается концепт Святой Руси, впервые в истории древнерусской литературы фиксируется историософское разделение на «эпоху закона» (Ветхий Завет), сменяемую «эпохой благодати» (Новый Завет). Автор «Слова» митрополит Ларион Русин в некоторых исследованиях называется «первым древнерусским философом».
«Повесть временных лет» (первая четверть XII века) помимо космографической экспозиции и историософского введения (этногенез как «кара» за Вавилонское столпотворение, «жребий народов», легенда о посещении Поднепровья и Приильменья апостолом Андреем Первозванным и пр.) содержит элементы религиозно-философской мысли: в тексте разрабатываются понятия «собьства» (ипостаси), «плоти» (материи), «зрака» (формы), «хотения» (желания) и «мечтания» (воображения). В повествовании фиксируются отсылки к разным средневековым источникам, в частности, в изложении истории о призвании варягов прослеживаются реминисценции на «Деяния саксов» Видукинда Корвейского и другие хроники. Интерес для философии представляют отсылки к «Хронографии» византийского историка Иоанна Малалы. Автор «Повести временных лет» отождествляет древнегреческих богов с языческими божествами славянского пантеона; как и в «Хронографии», в «Повести» мифические герои смешиваются с историческими персонами, создавая пространство для историософских спекуляций. В религиозной интерполяции в текст «Повести временных лет», известной как «Речь философа», представлен образ всемирной истории с христианской точки зрения. В тексте «Речи» прослеживается знакомство православного книжника с трудами Иринея Лионского и других авторов, известных борьбой с ересями. Направленность и содержательные акценты «Речи» позволяют предполагать, что её автор и последующие редакторы ориентировались на читателя, знакомого с воззрениями богомилов и павликиан. Как отмечает Н. П. Похилько, «Речь философа» во многом «лишь намечает темы, сюжеты и аргументы, которые клирики должны были развить и представить в своих огласительных и полемических беседах».
В «Послании Фоме Пресвитеру» Клим Смолятич оправдывается за то, что «стал писать из Гомера, и Аристотеля, и Платона» как философ и настаивает на том, что учёность философская с верностью православию совместима. Благодаря посланию известно, что Фома Пресвитер выступал с критикой философских рассуждений Клима, сформулированных в сочинениях, адресованных смоленскому князю Ростиславу Мстиславичу. Ипатьевская летопись за 1147 год сообщает о Климе Смолятиче, что он «книжник и философ, каковых в Русской земле ещё не бывало». Все произведения Клима Смолятича, кроме фрагментарно сохранившегося «Послания Фоме Пресвитеру», безвозвратно утрачены.
Начала натуральной философии рассматриваются в «Учении о числах» новгородского монаха Кирика. В тексте обнаруживается влияние античного наследия, возможно пифагорейской школы о круговом движении времени, а также деление часа на пять частей, характерное для английских книжников — Беды Достопочтенного, Симеона Даремского и Гонория Августодунского. В жанре религиозно-философского вопрошания составлено произведение «Вопрошание Кириково», адресованное новгородским книжником Климу Смолятичу.
Этический идеал благочестивой княжеской жизни содержится в «Поучении» Владимира Мономаха. С опорой на «Шестоднев» Иоанна Экзарха и сочинения Василия Великого Мономах рассуждает в «Поучении» о мудрости божественного мироустройства, а также об «искупительном значении» добрых дел, которые князь истолковывает как «жертву» Богу, то есть требу. Помимо языческих представлений о благих поступках как форме жертвоприношения, в «Поучении» Владимир Мономах «воспроизводит дохристианские воззрения, согласно которым птицы на зиму скрываются в раю, а по весне возвращаются обратно». Мономах подчёркивает в «Поучении», что власть не выводит из сферы действия морали того, кто ей наделён, а напротив, лишь приумножает его нравственную ответственность. Жанровое своеобразие «Поучения» Мономаха содержит признаки его включённости в контекст западноевропейской интеллектуальной истории: в частности, оно коррелирует с англосаксонской традицией королевских наставлений XI века, представленной в «Письме Кнуда к народу Англии», составленном королём Кнудом Великим. Знакомство Владимира Мономаха с традицией английских поучений представляется весьма вероятным в силу родственно-династических связей Рюрикова дома: первой женой великого князя была Гита Уэссекская, дочь последнего правившего англосаксонского короля Гарольда II Годвинсона.
В трудах митрополита Никифора, принадлежавшего к «школе» Михаила Пселла, ставятся вопросы о взаимодействии души и тела. Никифор известен как автор посланий к муромскому князю Ярославу Святославичу о латинянах, к Владимиру Мономаху о воздержании чувств и др. В «Послании о посте» Никифора, адресованном Владимиру Мономаху, митрополит не просто излагает церковные представления о пользе воздержания, но выстраивает богословско-учительный нарратив с опорой на положения, восходящие к диалогам Платона «Федр», «Федон» и «Тимей». Считается, что Никифор мог быть не только автором душеполезных произведений и посланий князьям, но и переводчиком с древнегреческого, однако никаких переводных памятников, непосредственно выполненных Никифором, до сих пор обнаружено не было.
Послания Кирилла Туровского, направленные на преодоление усобицы на Руси, содержат критику великого князя Андрея Боголюбского и близки к западноевропейским княжеским зерцалам (speculum principis), предназначенным для руководства государям. Пагубность усобицы как главного зла на Руси упоминается и в светской литературе XII века, в частности, в воззвании к князьям в «Слове о полку Игореве». Будучи богословом, Кирилл Туровский обращался к традиционной для средневековой философии проблеме соотношения веры и знания. Кирилл развивал тезис о «стройном разуме», пребывающем в согласии с верой. Принципиальным условием стройности человеческого ума, согласно Кириллу, является его нравственность, ведущая к добровольному самоограничению. Таким образом, нравственная составляющая практической жизни рассматривается книжником как условие возможности согласования веры и знания. В «Слове о премудрости» Кирилл определяет кротость как «мать мудрости», тем самым подчёркивая вторичность мудрости как добродетели по отношению к христианскому смирению. Всякое мудрствование рассматривается Кириллом через призму богословской аксиологии, в силу чего учение о добродетелях подводит читателя к представлению о вспомогательном значении философии; ср. с сентенцией Петра Домиани «философия — служанка богословия (philosophia ancilla theologiae)». Высшее предназначение познания, согласно Кириллу, состоит в обнаружении «правды», исходящей от Творца, при этом человек понимается как «венец творения», в силу чего оказывается способен к борьбе за торжество «правды Божией» на земле. Как отмечает Наталия Печерская, понятие правды в русской средневековой книжности традиционно соответствовало греческому понятию δικη, объединяя сущее и должное, при этом «правда» рассматривалась в правовой размерности через призму «праведного суда», «правды Божией». Текст «Слова о премудрости» Кирилла пользовался широкой известностью на Руси и даже представлен во фрагментах берестяной грамоты XII века, обнаруженной в 2001 году в Торжке. В «Притче о человеческой душе и теле» (другое название — «Повесть о слепце и хромце») Кирилл пишет о том, что человеку в своём стремлении к познанию не следует преступать установленные церковью пределы, чтобы не впасть в «Адамово высокомерие». В сопоставлениях «телесного» и «душевного» Кирилл обращается к устойчивым религиозным формулам и метафорам, почерпнутым из традиции «Шестодневов» Иоанна Экзарха и Севериана Гавальского.
В «Слове Даниила Заточника», написанном ссыльным книжником близ озера Лача на Русском Севере, отражены рассуждения о природе ума, нравственности и красоты. В послании автор жалуется князю Ярославу Всеволодовичу на свою судьбу, при этом в духе «Утешения философией» Боэция он стремится найти успокоение в опыте саморефлексии. Даниил демонстрирует в тексте знакомство с традициями византийской эпистолографии и рассуждает о значении мудрости, причём не только исходя из проблем гносеологии и практической философии, но и с позиций эстетики. Мудрость понимается книжником, прежде всего, как условие душевной гармонии. В тексте «Слова» представлена попытка раскрыть идеал единства истины, добра и красоты. Обыгрывая свою судьбу в тексте «Слова», книжник высмеивает как своё положение, так и князя, окружённого людьми не столь учёными, как Даниил Заточник. В риторической игре противопоставлений книжник поднимает вопросы о бытии, выходящие за рамки сословных ограничений.

### Позднее Средневековье (XIV—начало XVI века)
«Стригольники» и «жидовствующие»
В XIV и XV веках в Новгородской земле, главным образом, в таких городах как Псков и Новгород Великий, формируется религиозная среда вольнодумцев, существенно отклонившихся от догматов православной веры и распространявших сочинения, часть из которых представляет интерес для истории философии. Среди наиболее влиятельных течений следует назвать ересь стригольников и ересь жидовствующих, то есть книжников, опиравшихся в религиозных вопросах на Ветхий Завет.
Движение стригольников по характеру критики институтов церкви было близко к вальденсам и чешским гуситам и имело ярко выраженный антиклерикальный характер. Стригольники отвергали церковную иерархию и выражали недовольство практикой «поставления пастырей на мзде» (то есть продажи церковных должностей). «Известно, что стригольники не признавали заупокойных молитв и подушных вкладов», так как не верили в то, что вложенные средства в этом мире могут оказывать воздействие на загробное состояние души. В свою очередь проблема загробного существования напрямую отразилась на заупокойно-поминальном культе и, в наиболее развитой форме, на проблеме церковных землевладений в Северо-Восточной Руси. В труде Иосифа Волоцкого «Просветитель», направленном против московско-новгородских вольнодумцев XV века, вопрос о необходимости церковных землевладений уже непосредственно был увязан с проблемой веры в бессмертие души. В исследовательской литературе, в частности, благодаря работам Д. С. Лихачёва, стригольников стали рассматривать как идейных предшественников жидовствующих, в связи с чем им стали приписывать интерес к астрологии и логике. Между тем, как отмечает А. И. Алексеев, «мы решительно ничего не знаем о тяге стригольников к светским знаниям, астрологии и логике. Судя по имеющимся в нашем распоряжении источникам, своему авторитету в народе стригольники были обязаны проповедью евангельских идеалов и добродетельным образом жизни».
Согласно обличителям ереси, среди стригольников практиковалась «исповедь земле», что позволяет предположить наличие языческих элементов в христианской среде. Лишив православных священников права посреднической роли в богослужении, стригольники проводили службы под открытым небом. Легитимацию языческих обрядов стригольники умело сочетали с христианской начитанностью: «они слыли людьми книжными и могли защищать свои убеждения ссылками на авторитеты. Например, отрицание посреднической роли священнослужителей в общении с Богом подкреплялось авторитетом ветхозаветных текстов». По мнению В. В. Милькова, народное христианство стригольников основывалось на природоцентристских принципах; в христианстве стригольники использовали только то, что не противоречило традиционным основам мировосприятия севернорусских язычников: неканоническую иконографию Богородицы, культовые действия с крестом, апокрифические легенды. Гипотеза о языческих корнях стригольничества оспаривается в трудах А. И. Алексеева как основанная «на избирательном подходе к материалам источников». Отношение официальной церкви к стригольникам было неоднозначным. Святитель Стефан Пермский в «Поучении против стригольников» предлагал изгонять их из городов, а не казнить. Тем не менее, большинство влиятельных представителей стригольничества были приговорены к смерти в Новгороде Великом в 1375 году. В ходе политики искоренения ересей, предпринятой митрополитом Фотием, вероучение стригольников подверглось забвению.

Книга, глаголемая логика, сиречь словесница Моисея Египтянина. Рукопись из собрания Румянцевского музея, Российская государственная библиотека, Москва

Жидовствующие получили широкое распространение в землях Северо-Восточной Руси с 1470-х годов. В 1480-х годах ересь проникает в Москву. Жидовствующие были вдохновлены учёным киевским иудеем Схарией и стали известны как «спротивномудствующие», так как в своих рассуждениях опирались на арабскую и еврейскую перипатетическую философию. В 1489 году новгородский архиепископ Геннадий в послании Иоасафу перечислил набор книг, которыми пользовались его идейные противники «жидовствующие»; среди них, помимо сочинений Дионисия Ареопагита, Афанасия Александрийского, Козмы Пресвитера и прочих, упоминаются отречённые книги, а также труды по логике.
С распространением ереси жидовствующих в русской интеллектуальной среде стали появляться произведения псевдо-Аристотеля, а также последователей перипатетической школы. Дошедшая до наших времён литература «жидовствующих» состоит из немногочисленных переводных произведений арабской и еврейской культуры. Среди них следует назвать «Логику Авиасафа» (то есть перевод первых двух книг «Стремления философов» («Макасид ал-фаласифа») Аль-Газали; известна по рукописи 1483 года, хранившейся в Киевском Михайловском монастыре; полный текст опубликован в 1909 году С. Л. Неверовым, рукопись утрачена в годы Второй Мировой войны), сокращённый перевод «Трактата о логических понятиях» Моисея Маймонида, компилированный с переработанными фрагментами из Аль-Газали и оригинальным послесловием («Книга, глаголемая логика», она же — «Московский органон»; известна по ряду списков из монастырей Северо-Восточной Руси), книгу о календарных расчётах для определения лунных фаз, солнечных и лунных затмений «Шестокрыл», а также псевдоэпиграфический труд «Аристотелевы врата», составленный в форме советов Александру Македонскому от имени Аристотеля. Образ царя Александра как учёного мужа широко распространён в средневековой европейской литературе, «Сказание об Александре Македонском», в котором воспеваются его добродетели, сохранилось в рукописи 1491 года, записанной вологодским книгописцем Ефросином Белозерским.
Единственный оригинальный текст влиятельного сторонника «жидовствующих», дошедший до наших дней — это «Лаодикийское послание» Фёдора Курицына. Ряд понятий «Лаодикийского послания» напрямую коррелирует с категориальным аппаратом «Книги, глаголемой логика», что позволяет раскрыть круг проблем, поставленных в тексте Курицына, через призму иудейской перипатетической философии. В послании говорится, что «основой веры являются пророческие наставления, смысл которых постигает мудрый, а мудрость, в свою очередь, даётся чудесным способом тому, кто следует заповедям пророков». В тексте проводится мысль о прямой связи философской и пророческой мудрости, и следовательно, о божественном происхождении мудрости как таковой. Как отмечает В. В. Мильков, фактически, в литературе жидовствующих статус философского знания поднимается до уровня истин Святого Писания. Из числа влиятельных представителей «жидовствующих» среди русской знати помимо Фёдора Курицына можно назвать его брата Ивана Волка и дьяка Истому Сверчка, среди духовенства — протопопа Софийского собора Гавриила и др.
Иосиф Волоцкий и Нил Сорский
Широкая полемика развернулась между последователями преподобного Иосифа из Волоцкой земли (в миру — Ивана Санина; потомка православного мещанина из Великого княжества Литовского), прозванными «(и)осифлянами», и Нила Сорского (в миру — боярина Николая Майкова из Великого княжества Московского), прозванными «нестяжателями». Последние — в связи с высокой локальной концентрацией сторонников течения — также получили известность как «заволжские старцы»; они придерживались духовных основ исихазма и в вопросах о «мирских страстях» прибегали к «умно́й молитве», а также обращались к дыхательным практикам. Нил Сорский был восприемником учения Григория Паламы, с чьими воззрениями познакомился на Афоне. Важнейшее место в трудах Нила занимает практика «внутреннего делания», направленная на «трезвление сердца» путём строжайшей духовной аскезы, высвобождающей душу от «пленения страстей». Отрекаясь от мира, последователи Нила упражнялись в искусстве «отсечения помыслов»; последнее подробно описано в произведениях Нила Сорского «Наставление о душе и страстях» и «Послание великого старца брату, вопросившему его о помыслах». Послание было адресовано князю Вассиану Патрикееву из дома Гедиминовичей, насильно постриженному в монахи в 1499 году. «Исихазм и линия преподобного Нила Сорского нашли своё продолжение в русском старчестве, деятельности Паисия Величковского, Тихона Задонского, Феофана Затворника и многих других святых подвижников».
Один из важных пунктов прений между «(и)осифлянами» и «нестяжателями» был связан с ролью церкви в государстве и значением её земельных владений и убранства, включая прилегающие к церквям захоронения. К философии вопросы убранства земельных владений прямого отношения не имели, однако, их обсуждение было сопряжено с проблемами отправления культов и, как следствие, веры в загробную жизнь, что послужило толчком для рассмотрения церковных владений в плоскости библейской и святоотеческой литературы (в полемике цитируются Григорий Синаит, Симеон Новый Богослов, Иоанн Лествичник, Исаак Сирин, Иоанн Кассиан Римлянин, Нил Синайский, Василий Великий и др.). В конечном счёте, полемика привела участников прений к постановке вопроса о значении и формах связи между церковной и светской властью, получившей на русской почве разрешение в концепте «харизмы властителя». Иосиф Волоцкий и его последователи обосновывали сакральный смысл царской власти, опираясь при этом на патристические труды и, в особенности, на сочинения Иоанна Дамаскина. Дальнейшее развитие эта философская проблема получила в «Сказании о Дракуле воеводе» Фёдора Курицына, в полемике царя Ивана Грозного с князем Андреем Курбским о пределах власти, в трудах Ивана Пересветова о вере и правде (см. «Сказание о Магмете-султане», первое и второе «Предсказания философов и докторов») и др. Верх в прениях одержала сторона «(и)осифлян», получившая поддержку со стороны светской власти. Видным сторонником реформ преподобного Иосифа стал старец «Филофей Псковский, автор эсхатологической концепции Москва — Третий Рим» (см. «translatio imperii), сформулированной им в полемике с положениями Сказания о Вавилонском царстве» касательно преемственности московской власти от Вавилона, а также с астрологическими прогнозами Иоганна Штоффлера о грядущем конце света.

«Диалектика» Иоанна Дамаскина. Список конца XVI века из Основного собрания рукописной книги (фонд 550), Российская национальная библиотека, Санкт-Петербург

Помимо прений о церковных земельных владениях и связанных с ними вопросах о заупокойных культах Иосиф Волоцкий и Нил Сорский вошли в историю в ходе борьбы с ересью жидовствующих и развернувшейся в Московской Руси полемики с иудаизмом. Примечательно, что реакция на еретиков со стороны Иосифа Волоцкого и Нила Сорского также кардинально разнилась. Иосиф написал «Книгу на еретиков», а также монументальный труд «Просветитель», в котором выстраивал историософский нарратив о преемственности христианской борьбы и обвинял жидовствующих в «саддукействе» (по-видимому, вольнодумцы не чаяли грядущего воскресения мёртвых). Преподобный Иосиф упрекал жидовствующих в том, что они ограничиваются мирскими знаниями и потому удаляются от Бога. В своих трудах богослов различал два способа познания истины: естественный и духовный. Согласно преподобному Иосифу, человеческий разум, обуреваемый страстями, не в силах проникнуться присутствием Божественного «естественным путём». Божественная благодать нисходит только на того, кто следует путём «духовных добродетелей», то есть превозмогает потребности, обусловленные тварной природой. В полемике с жидовствующими игумен Иосиф подробно останавливался на проблеме тринитарного учения и полемизировал с унитарными взглядами сторонников иудаизма на природу души. Ссылаясь на Иоанна Златоуста, Иосиф настаивал на полном уничтожении еретиков (по мнению преподобного нужно «наносить им раны, освящая тем свою руку»). Нил Сорский и постриженный в монахи князь Вассиан Патрикеев, настаивали на необходимости увещевания, то есть борьбы с инакомыслием не мечом, а словом.
Показательно, что в эпоху Позднего Средневековья высоким почтением на Руси пользовались «Философские главы» (Κεφάλαια φιλοσοφικά), входившие в «Источник знания» (Πηγὴ γνώσεως) Иоанна Дамаскина. По содержанию «Философские главы», в русских источниках известные как «Диалектика», представляют компилятивный труд по аристотелевской логике (особое внимание в тексте уделено учению о категориях, то есть о предикатах суждений) и философской пропедевтике. В тексте фиксируются прямые заимствования терминов из «Категорий» (Κατηγορίαι) Аристотеля и «Введения» (Εἰσαγωγή) Порфирия. В частности, Иоанн Дамаскин разрабатывает тезис о Боге как «причине всего» (ἀίτιος τοῦ παντός), то есть осознанно обращается к аристотелевской ἡ πρώτη αἰτία применительно к Творцу. В «Диалектике» затрагивается проблема бинарного разбиения объёмов понятия в аристотелевской логике, особое место в «Философских главах» уделяется вопросу о правильном построении высказываний, то есть теории аргументации. Первый полный перевод «Философских глав» появился на Руси в 1414 году; самый ранний сохранившийся список «Диалектики» известен по рукописи писца Олешки из Кирилло-Белозерского монастыря, завершённой в 1446 году. В этом же монастыре в 1450-х годах был пострижен в иноки Нил Сорский. Логико-философский труд христианского экзегета Иоанна Дамаскина «сначала в отрывках, а затем в большом количестве списков непосредственно самого трактата, разошёлся по монастырским книгохранилищам». В общей сложности известно свыше двухсот славяно-русских списков «Диалектики». В этой связи в полемических текстах русских авторов XV—XVI веков возникает потребность не только в знакомстве с памятниками святоотеческой литературы, но и в грамотной аргументации, построенной с учётом знакомства с дедуктивным методом Порфирия, а также с основоположениями аристотелевской силлогистики.
Геннадиевский кружок
В период второго южнославянского влияния (посл. четв. XIV—1-я треть XV вв.) формируется запрос на систематизацию и исправление богослужебных книг с целью сближения с балканскими книжными нормами и унификации православных церковных обрядов. Несмотря на общее стремление привести православную церковь к единству во всех славянских землях, полного перевода Священного Писания на церковнославянский язык по-прежнему не существовало. Важным подспорьем для проведения политики унификации церкви в XV веке послужила подготовка Геннадиевской библии, ставшей главным трудом литературного кружка Геннадия Гонзова.
Кружок Геннадия Новгородского собрал воедино и подготовил первый в истории славянской кириллической письменности полный свод библейских книг Ветхого и Нового Заветов на церковнославянском языке. Ряд библейских книг за отсутствием греческих источников переводился кружком с латинского языка, причём, в перевод были включены предисловия Иеронима Блаженного и комментарии Николая де Лиры. Принято считать, что приезд в Новгород любекского первопечатника Варфоломея Готана был связан с намерением Гонзова издать Геннадиевскую библию. По неизвестным причинам этот замысел не был воплощён. В кружок Геннадия Новгородского входили дьякон Герасим Поповка, его брат, переводчик и дипломат Дмитрий Герасимов, переводчик Власий, сподвижники великой княгини Софии Палеолог братья Юрий и Дмитрий из византийского аристократического рода Тарханиот, а также доминиканский монах Вениамин. На разных этапах к церковно-просветительской деятельности кружка святителя Геннадия примыкали и другие иноземцы, в частности, немец Николай Булев из Любека.
Помимо книг узкоцерковного характера в круг интересов книжников входили памятники полемического содержания, труды по картографии, касающиеся новых географических открытий и пр. С XV века в землях Северо-Восточной Руси фиксируется интерес к неизведанным землям. Книжник Ефросин Белозерский описал народ рахманов с Островов блаженных. Уроженец Великого княжества Тверского, купец Афанасий Никитин одним из первых среди европейцев (вслед за Никколо Конти и за 30 лет до португальского мореплавателя Васко да Гамы) достиг Индии; свой опыт странствий он описал в произведении «Хожение за три моря». В нём Афанасий, среди прочего, сопоставил религиозные и философские взгляды русских и коренных народов Индии. Благодаря переводческой деятельности Дмитрия Герасимова, прозванного «Схоластиком», русское духовенство познакомилось с «Посланием о Магеллане». Писцом перевода, озаглавленного «Сказание о Молукитцкых островех», был Михаил Медоварцев, работавший в этом качестве вместе с Герасимовым под началом Максима Грека. Сообщения Герасимова о русских землях легли в основу картографических исследований Северо-Восточной Европы Паоло Джовио.
Вместе с Максимом Греком Герасимов также перевёл ряд произведений богословского содержания Иоанна Златоуста. Помимо этого Дмитрий Герасимов известен как переводчик с латыни свода Бруно Вюрцбургского, грамматики латинского языка Элия Доната, а также трактата Николая де Лиры (1501), направленного против иудаизма. Другой трактат против иудаизма был переведён в конце XV века либо Дмитрием Герасимовым, либо придворным московским толмачом Николаем Булевым. Булев был привлечён святителем Геннадием Гонзовым для составления новых пасхальных таблиц. Ему приписывают перевод астрологического «Альманаха» Иоганна Штоффлера и восьмой части трактата «Совещание божественных дел» («Rationale divinorum officiorum») Гильома Дюрана. Помимо астрономических вычислений на службе Геннадия Новгородского, Булев известен как переводчик со средненижненемецкого языка книги Иоганна Воннеке фон Каубе «Сад Здоровья» («Gaerde der Suntheit»), напечатанной в Любеке в 1492 году; в русском переводе лечебник получил название «Благопрохладный вертоград, здравию сотворение». Из оригинальных сочинений Булева сохранилась только его беседа об иконе «Сошествие Святого Духа».
Известно, что Булев ратовал за распространение западноевропейской учёности в Московской Руси. На этой почве он вступал в прения с Максимом Греком, выступавшим против всякой «внешней философии». При этом Булева активно поддерживал московский боярин и публицист Фёдор Карпов, известный, в частности, благодаря «Посланию Даниилу Московскому»: в нём Карпов цитирует в вольном переложении Овидия, а также ссылается на «Никомахову этику» Аристотеля. Даниил Московский известен как толковник религиозно-философской литературы; в частности, ему принадлежит сочинение «О философии внимай разумно, да не погрешиши» (самый ранний список сочинения Даниила сохранился в рукописи 1543 года из Иосифо-Волоколамского монастыря), содержащее рассуждение-комментарий о понятии философии. Текст Даниила Московского был задуман как введение, предваряющее чтение «Диалектики» Иоанна Дамаскина, и направлен против суждений Максима Грека о вреде «внешней философии».
Галицкие гуманисты

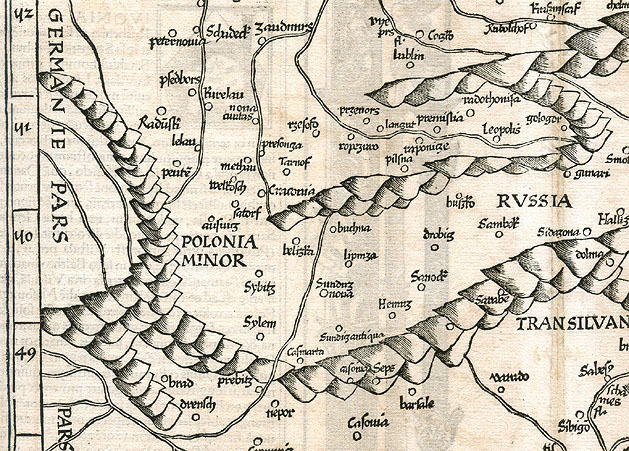
Галицкая Русь на карте Мартина Вальдзеемюллера, 1525 год

После монгольского нашествия на Русь земли Галицко-Волынского княжества оказались в особенно уязвимом положении и в XIV веке были разделены между Королевством Польским и Великим княжеством Литовским. В XV веке в землях польской Галиции было выделено Русское воеводство. Среди населения воеводства по-прежнему преобладали восточные славяне, то есть выходцы из Юго-Западной Руси, принявшие крещение по православному обряду. В культурно-политическом отношении принадлежность к польским коронным землям открывала перед галичанами возможность поступления в университеты стран Центральной и Западной Европы, однако, принципиальным условием доступа к университетскому образованию был переход из православной веры в католическую. Данное обстоятельство вызывало недовольство со стороны боярской знати и православных магнатов, которые, с одной стороны, были заинтересованы в предоставлении лучшего образования своим детям, а с другой — желали сохранить и укрепить влияние православных аристократических домов в Польской Руси.
Важный вклад в изучение идей гуманизма в землях Галицкой и Литовской Руси внёс И. Н. Голенищев-Кутузов. В своих работах исследователь обратил внимание на развитие ренессансных течений в Галиции, рассмотрев их через призму русско-польско-итальянских отношений. В докладе «Гуманизм у восточных славян» исследователь отмечал, что «в списках Краковского, Падуанского, Болонского, Пражского университетов, начиная с XV века, рядом с польскими именами встречаются имена студентов и магистров из Литвы и Руси с добавлением: Rossicus, Ruthenus, Roxolanus, de Russia». И. Н. Голенищев-Кутузов рассматривал последних как представителей польского Возрождения, при этом он отмечал, что с позиций исторической антропологии их никак нельзя исключать из поля русской интеллектуальной истории. Первым в истории книжником из Руси, получившим степень доктора философии, о котором сохранились документальные свидетельства, стал Георгий или Юрий Котермак из Дрогобыча. Котермак учился во Львове, откуда, благодаря связям с местной итальянской общиной, поступил в Болонский университет. В Болонии он получил степень доктора философии (ок. 1478) и медицины (ок. 1482), читал лекции по астрономии, а с 1481 по 1482 год служил ректором университета. Какое-то время он служил придворным врачом герцога в Ферраре. C 1488 года Котермак служил профессором в Краковском университете, где среди его слушателей мог быть Николай Коперник. Котермак проводил исследования в области астрономии и географии. Он, в частности, рассчитывал координаты известных ему восточнославянских и прибалтийских городов, таких как Дрогобыч, Львов, Вильна и Москва. Все сохранившиеся произведения Котермака составлены на латыни и посвящены астрономическим, астрологическим и географическим вопросам. Свой труд «Прогностическая оценка текущего 1483 года», посвящённый римскому папе Сиксту IV, Котермак опубликовал под именем Георгий Дрогобыч из Руси (лат. Georgius Drohobicz de Russia).
В духе ренессансного гуманизма в Польском королевстве XV—XVI веков развивался жанр од, поэм, астрологических прогнозов и панегириков на латинском языке. По выражению И. Н. Голенищева-Кутузова, русские выходцы из Галиции «положили свои камни в фундамент прекрасного здания польского Возрождения». Среди уроженцев Русского воеводства заметный вклад в развитие культуры Ренессанса внесли Павел Русин из Кросно (лат. Paulus Crosnensis Ruthenus), Мартын Русин из Журавицы (лат. Martinus Ruthenus de Premislia), Лука Русин из Нового Местечка (лат. Lucas de Nova Civitate Ruthenus). Павел из Кросно снискал славу как новолатинский поэт и автор цикла морально-дидактических произведений. Мартын из Журавицы известен как один из учёных мужей, стоявших у истоков традиции краковской астрономической школы второй половины XV века, ему принадлежат «Труд о геометрии» («Opus de geometria», 1450), поправки к альфонсовым таблицам («Summa super Tabulas Alphonsi», 1450/51), а также сочинения о движении планет, составленные под влиянием работ Жерарда Сабионетта. Лука Русин из Нового Местечка читал в Краковском университете курс философии. В нём он ссылался не только на произведения Аристотеля, в частности, на «Никомахову Этику», «О душе», «О возникновении и уничтожении» и «Экономику», но и на труды римских классиков, в частности, на «Сон Спициона». В курсе философии Луки Русина также содержатся ссылки на «Логические заключения» («Summulae logicales») Петра Испанского.
В Новое время, к середине XVI века вопрос о подданстве, происхождении и принуждении к смене веры был остро поставлен краковским каноником и гуманистом Станиславом Ореховским, проявлявшим сочувствие положению православных галичан. В 1544 году Ореховский опубликовал в Кракове труд «Крещение Руси: Булла против необходимости повторного крещения народа русь» («Baptismus Ruthenorum: Bulla de non rebaptisandis Ruthenis»), в котором выступал за полноправие православных подданных Польши. Ореховскому, в частности, приписывается знаменитая сентенция «gente Ruthenus, natione Polonus», то есть «родом — русин, по нации — поляк». Ореховский принадлежал к интеллектуалам, искавшим согласие между всеми польскими подданными. Как отмечает Хероним Граля, «это новое поколение русской знати чувствовало одновременно свою ответственность за русский народ („наш народ русский“) и всю Res publica nostra». Обособленность населения Юго-Западной Руси после 1569 года (см. Брестская уния) и дистанцирование от Северо-Восточной Руси было связано с корневыми изменениями культурной среды. Томаш Ходана в этой связи пишет, что «процесс социокультурной ассимиляции русских элит с представителями других народов Речи Посполитой, несомненно, должен был затмить осознание родства (pokrewieństwa) с далёким московским народом», при этом, как отмечает Ходана, в просительных грамотах православных подданных Речи Посполитой к царю акцентируются не только конфессиональные, но и этнические связи Юго-Западной и Северо-Восточной Руси. Вопрос о границах русской народности и праве на свободу вероисповедания ни раз поднимался в полемической литературе Речи Посполитой Раннего Нового времени, главным образом, в связи с появлением в православных землях церкви униатов и активизацией прозелитической деятельности ордена иезуитов.

### Раннее Новое время (XVI—XVII века)
Иноземные веяния и переводная литература в русских землях
В XVI—XVII веках круг доступных русским интеллектуалам источников по философии существенно расширился, прежде всего, благодаря контактам со странами Центральной и Западной Европы. В число новых источников входят переводы с латинского, немецкого, польского, сербского и других языков. Среди памятников переводной литературы, знаковых для истории практической и натуральной философии, космографии, медицины, логики и риторики в России Раннего Нового времени можно назвать энциклопедический труд «Луцидариус», псевдоэпиграфическое произведение «Проблемы Аристотеля» в польской редакции Анджея Глабера, «Экономику Аристотелеву» Себастиана Петрици, «Риторику» Филиппа Меланхтона в редакции Лукаса Лотце, труды по логике и комбинаторике Раймунда Луллия и его последователей, в частности, Агриппы Неттесгеймского, дидактический флорилегий «Великое зерцало», «Гражданство обычаев детских» Эразма Роттердамского, «Анатомию» Адреаса Везалия, «Селенографию» Яна Гевелия, «Образ вечности» Иеремии Дрекселя, «Книги о дистилляции» Иеронима Бруншвига, выдержки из книг «О жизни» Марсилио Фичино, «Зерцало всея Вселенныя» Иоганна Блау, то есть «Введение в космографию» (одно из первых изложений коперниканских взглядов на церковнославянском языке русского извода) и пр.
В эпоху Раннего Нового времени возрастает культурное влияние иноземных интеллектуалов, приезжавших в Русское царство в разных качествах: врачей, дипломатов, переводчиков и т. д. Формируется запрос на образование в западноевропейском ключе: «Показательными в этом смысле стали обучение царских детей польскому и латинскому языкам, увлечение при дворе театром, „западничество“ таких видных в государстве лиц, как А. Л. Ордин-Нащокин, А. С. Матвеев, В. В. Голицын и других». Среди иноземцев, прибывавших в земли Московской Руси, некоторые внесли значительный вклад в русскую культурную жизнь и оставили после себя памятники мысли, представляющие интерес для истории философии. В их число среди знаковых входят труды Юрия Крижанича, Андрея Белобоцкого, братьев Лихудов, Николая Спафария, Артура Ди, Квирина Кульмана, Венделина Сибелиста и др.
В Восточной Европе XVI—XVII веков происходит процесс образования новых надрегиональных этнокультурных общностей, формируются проекты раннемодерных наций, старые формы идентичности переосмысляются и наполняются новым содержанием. В землях Польской Руси разрабатывается сарматская теория происхождения славян, утверждаются ментальные карты с новыми этнокультурными маркерами, начинают применяться такие понятия как Сарматия, Роксолания, Московия. В землях Юго-Западной Руси формируются «литвинская концепция» происхождения Белой Руси, появляются легенды о Мосохе как «праотце российском», давшем имя «московитам», разрабатывается «хазарский миф» о происхождении казаков. В землях Северо-Восточной Руси выработка новых форм идентичности обусловлена, прежде всего, пресечением династии Рюриковичей на монаршем престоле в XVII веке. В московско-новгородской среде составляется «Сказание о Словене и Русе и городе Словенске», в его состав включается псевдоэпиграфическая «Грамота Александра Македонского славянским князьям». Под влиянием польской теории сарматизма в Северо-Восточной Руси оформляется «скифская теория» происхождения славян; с утратой династической преемственности власти Рюрикова дома переосмысляется роль русского народа в государстве, а также значение «святой Руси» как катехона.
Острожская школа

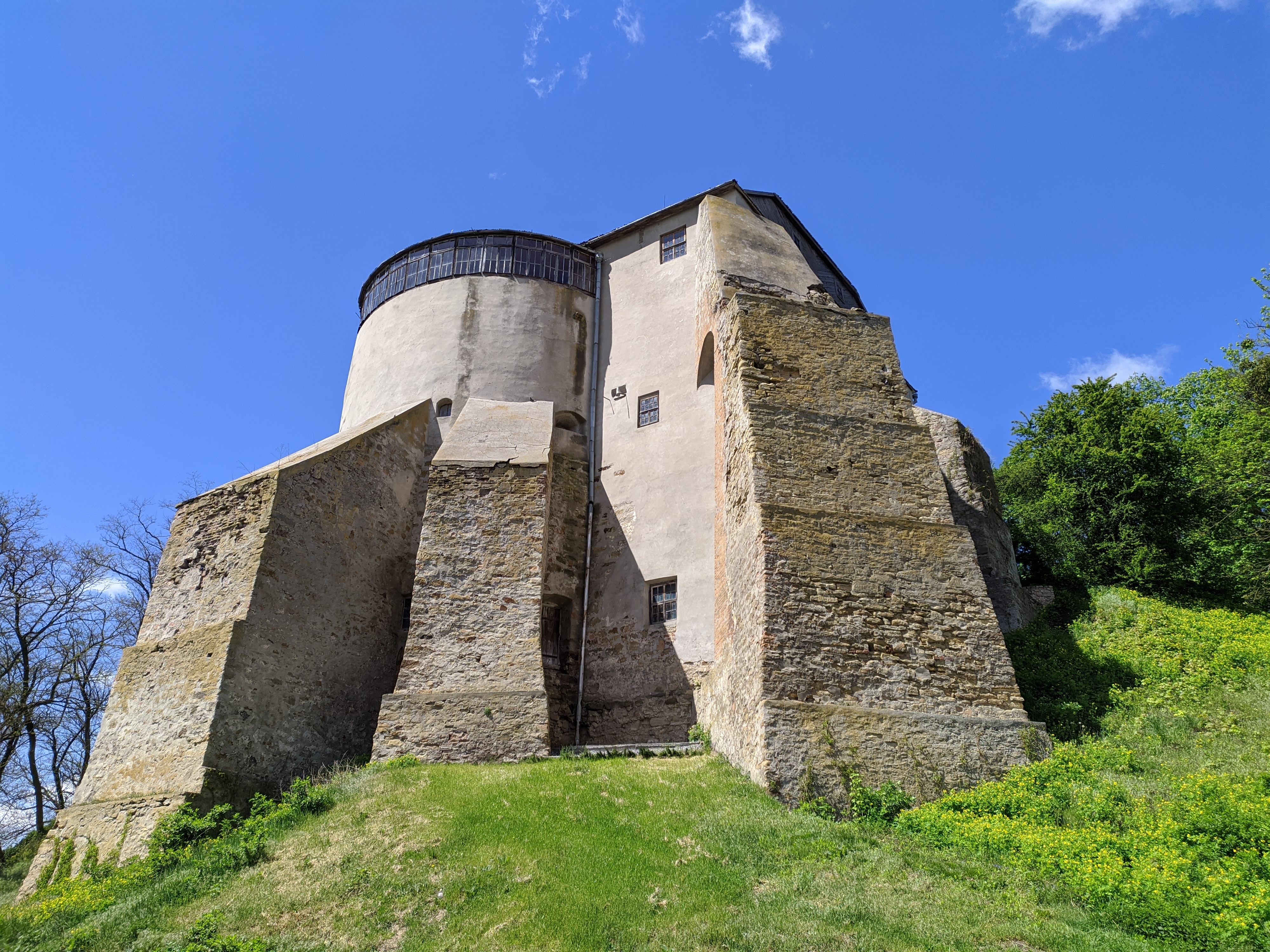
Руины замка князей Острожских. Башня Мурованная, XIV ст.

Важную роль в зачинании русской философии сыграла Острожская школа, основанная в 1576 году князем Константином Острожским в его владениях на Волыни с целью укрепления православной веры и повышения качества трудов православного духовенства в полемике с униатами и католиками. В Острожской школе большое внимание уделялось изучению языков: древнегреческого, латинского и старославянского. В основе программы обучения лежала система семи свободных искусств: изучались грамматика, диалектика, риторика, арифметика, геометрия, астрономия и музыка. Также изучались высшие науки: философия, богословие и медицина.
При школе действовала типография, в которой служили русские первопечатники Иван Фёдоров и Пётр Тимофеев. В ней, в частности, была напечатана Острожская библия — первое полное издание Священного Писания на церковнославянском языке. В основу издания Фёдорова положен список свода библейских книг Геннадиевской библии, присланный из Москвы в Острог в 1571 (или 1573) году при посредничестве М. Б. Гарабурды. При подготовке Острожской библии Иван Фёдоров также имел возможность ознакомиться с другими изданиями Священного Писания, в частности, с Русской библией полоцкого доктора Франциска Скорины, изданной в Праге в 1517—1519 годах. Предисловие к изданию Фёдорова с посвящением князю Константину Острожскому написал ректор Острожской школы Герасим Смотрицкий. Сразу после публикации Острожская библия получила широчайшее распространение в Восточной Европе. Уже в 1581 году английский посол Джером Горсей получил в подарок экземпляр от царя Ивана IV.
В развитии Острожской школы деятельное участие принимал князь Андрей Курбский. Ему принадлежат самостоятельный труд «Сказ о логике», новый перевод «Диалектики» Иоанна Дамаскина (за основу для нового перевода было взято базельское издание 1548 года; перевод выполнен вместе с князем Михаилом Оболенским), перевод «Богословия» Иоанна Дамаскина, а также перевод книги «От другие диалектики Иоанна Спанъинбергера о силлогизме вытолкована», изданной в Вильне в 1586 году в типографии братьев Мамоничей. Мамоничи продолжили дело Ивана Фёдорова, приобретя после смерти первопечатника часть его печатного оборудования. Изданный в Вильне перевод Курбского содержит выдержки из трактата «Вопросы тривиума, сиречь грамматики, диалектики и риторики» («Erotemata Trivii. Hoc Est, Grammaticae, Dialecticae, Rhetoricae») протестантского теолога Иоганна Шпангенберга. Князь Курбский сознательно отредактировал и перестроил текст Шпангенберга, внёс коррективы в определение силлогизма, а также разработал самостоятельную логическую терминологию на русском языке.
С деятельностью школы были связаны многие интеллектуалы Юго-Западной Руси. Среди выходцев из академии были: автор «Грамматики» Мелетий Смотрицкий (сын первого ректора), архимандрит Киево-Печерской лавры, основатель Лаврского печатного двора Елисей Плетенецкий, писатель-полемист, философ, автор «Апокрисиса» (1598) Христофор Филалет, автор «Истории о листрикийском синоде» (1598) Клирик Острожский, православный полемист Демьян Наливайко и многие другие. Не исключено, что в Острожской школе обучение мог проходить Кирилл Ставровецкий, автор трудов «Зерцало богословия», «Евангелие учительное» и «Перло многоценное», осуждённых Киевской митрополией за отклонение от символа веры, но почитавшихся в среде вологодских старцев и др. Со школой был связан игумен Виталий Дубенский, впоследствии переехваший в Литву, где при содействии виленского братства иноков церкви Святого Духа издал авторский перевод флорилегия «Диоптра, альбо Зерцало и выражение живота людского на том свете» (1612). С Острожской школой также были связаны старцы Артемий Троицкий и Афанасий Московский. Будучи нестяжателями и последователями Нила Сорского, Артемий и Афанасий оказались в опале и бежали от преследований из Московской Руси на Волынь. На Волыни Артемий и Афанасий примкнули к острожцам и критиковали с православных позиций произведения кальвинистов и социниан. Среди преподавателей Острожской школы помимо православных славян были учёные греки Никифор Парасхес-Кантакузин, Дионисий Ралли, Евстафий Нафанаил, Кирилл Лукарис и др.
Деятельность Острожской школы оказала влияние на развитие полемической литературы в Юго-Западной Руси, а сама школа послужила прообразом для учреждения первых православных академий в Восточной Европе. Подспорьем для распространения полемической литературы стали попытки польской знати принудить православных подданных к смене веры. Благодаря усилиям острожских книжников после заключения Брестской унии в 1596 году религиозно-философская мысль православного духовенства Речи Посполитой развилась в этноконфессиональном ключе. Кризис старых форм русской идентичности и попытки его преодоления с позиций православной церкви представлены в трудах сторонников Острожской школы, в частности, в произведениях «О единстве веры» Василия Суражского, в полемических трудах Иоанна Вишенского, а также в «Палинодии» Захарии Копыстенского.
Киево-Могилянский коллегиум

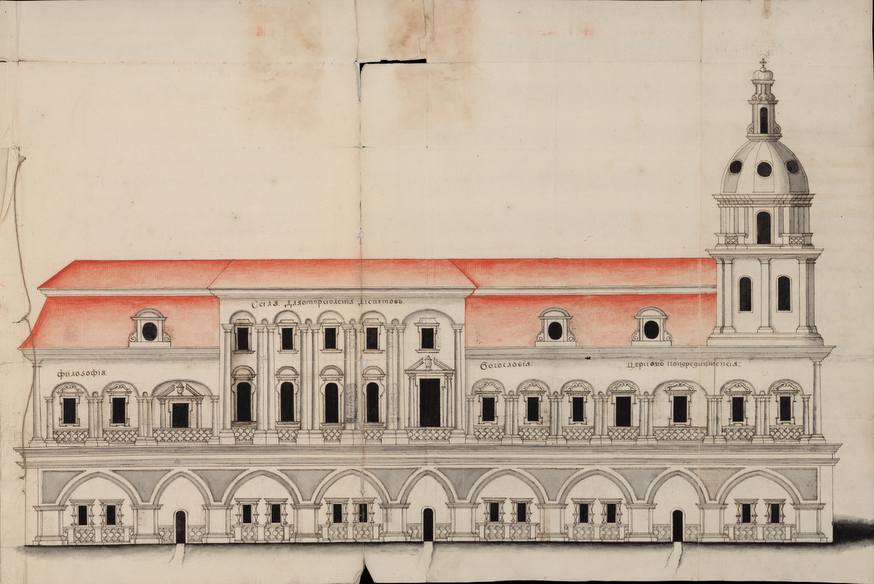
Академический корпус с расположением философского и богословского отделений по проекту Готфрида Шеделя, 1731 год

Важным этапом в систематическом изучении философии в землях Юго-Западной Руси стало учреждение в 1632 году Киево-Могилянского православного коллегиума (лат. Collegium Mohileanum), впоследствии получившего статус академии (статус академии жалован грамотой царя Ивана V от 11 января 1694 года, которая была подтверждена царём Петром I в 1701 году). Коллегиум был учреждён валашским епископом Петром Могилой путём объединения Киевской братской и Лаврской школ. В стенах коллегиума читались курсы философии, логики и риторики на латинском языке; с XVIII века — на латинском, русском и польском языках. В общей сложности сохранились записи порядка 30 курсов философии.
Изучение философии в православном духовном учреждении было сопряжено со многими трудностями, прежде всего, касавшимися вопросов религиозного характера. Патриарх Досифей II, опасаясь влияния «латинской мудрости» на неокрепшие умы, писал русскому царю: «довольна бо есть православная вера ко спасению, и не подобаетъ верным прельщатися чрез философию и суетную прелесть».
Большинство курсов составлялись с учётом схоластической практики lectura secundum alium, то есть не претендовали на оригинальность, а были призваны дать общую сумму знаний о философии путём изложения трудов предшественников. Самые ранние курсы принадлежат Иосифу Кононовичу-Горбацкому (см. «Subsidium Logicae», 1639—1640) и архимандриту Иннокентию Гизелю (см. «Opus totius philosophiae», 1646—1647). Курс Кононовича-Горбацкого сохранился благодаря студенту, записавшему его «к вящей славе Господа и блаженнейшей Девы Марии, властителя Российского Владимира Святого и святых отцов наших Антония и Феодосия Печерских (ad majorem Dei Teroptimi Maximi gloriam Beatissimaeque Mariae Virginis et principis Rossiae sancti Wladimiri ac patriarcharum nostrum Antonii et Theodosii Pieczariensium)». Уроженец Пруссии Иннокентий Гизель известен как автор первого «полного курса философии», прочтённого в Киеве; ему же принадлежат издание «Киево-Печерского патерика» (1661 год), а также подготовка «Киевского синопсиса» (1674 год), ставшего самым распространённым историческим сочинением в царской России. В нём Гизель, в частности, сформулировал положения о народности, лёгшие в основу концепции триединства русского народа. Помимо этого Гизель опубликовал богословский труд «Мир с Богом человеку» (1669), посвящённый царю Алексею Михайловичу. В нём Гизель выстраивает концепцию исповедания, опираясь на «Сумму теологии» Фомы Аквинского, сочинения доминиканца Миколая из Мосчиск, «Сумму казусов совести» Франсиско де Толедо, «Декрет Грациана», а также произведения католических моральных философов XVII столетия. Из латинского полного курса философии Гизеля наиболее подробно исследован раздел о природе сущего, проанализированный в трудах В. М. Ничик (1928—2002). Гизель выделял три состояния природы: состояние безразличия, то есть «природу саму по себе», состояние природы «относительно существования» и состояние природы «относительно ума». Отталкиваясь от представления о трёх доступных человеку доменах тварного бытия, Гизель разрабатывал теорию познания с опорой на аристотелевские категории и модусы бытия сущего.
Несмотря на то, что философские курсы, прочитанные в Киеве в XVII—XVIII веках, подробно описаны и доступны для исследований, критические издания и полные переводы большинства известных курсов по-прежнему отсутствуют. Среди авторов философских курсов, преподававших в Киевской академии, отдельного упоминания заслуживают Феофан Прокопович, Стефан Яворский, Иоасаф Кроковский, Михаил Козачинский, Тимофей Щербацкий, Иннокентий Поповский, Гедеон Вишневский, Феофилакт Лопатинский, Георгий Конисский и др.
В рамках философских курсов XVII—XVIII вв. в академии выделялись курсы логики («словесной мудрости»), физики («естественной мудрости») и метафизики («преестественной мудрости»). Как отмечает А. В. Панибратцев, «помимо сочинений античных авторов профессора использовали сочинения Каэтана, Молины, Суареса, Родериго де Арриаги, Овьедо. В текстах лекций содержатся краткие изложения учений Коперника, Галилея, Декарта». В отличие от иезуитских коллегиумов, в курсы философии Киевской академии, как правило, не входили такие дисциплины как этика и математика; исключения составляют курсы Сильвестра Кулябки, Михаила Козачинского и Георгия Конисского, прочитанные в XVIII веке. По образцу Могилянского коллегиума были основаны православные школы, коллегиумы и семинарии в Чернигове, Переяславле, Харькове, Белгороде, Смоленске, Москве, Ростове Великом, Новгороде, Тобольске и других городах. Если первые преподаватели православных коллегиумов были исключительно воспитанниками Киевской академии, то уже через короткое время провинциальные коллегиумы готовили учителей не только для себя, но и для других духовных и светских заведений по всей царской России.
Андреевское училище

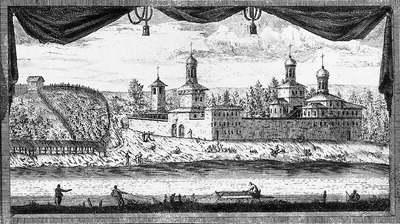
Андреевский монастырь, XVII ст.

С 1648 года по инициативе Фёдора Ртищева в Москве действовала школа, созданная с целью книжной справы. Она располагалась в Андреевском монастыре, построенном на средства Ртищева у подножья Воробьёвых гор. Как отмечает Г. Г. Шпет, уже в 1649 году Ртищев выписал из Киевской лавры учёных монахов «для обучения русских свободным наукам». Ртищевская школа была первой в Москве, в программу которой официально были включены курсы философии и риторики. Философия преподавалась с опорой на «Диалектику» Иоанна Дамаскина; по окончании Андреевского училища выпускники получали от Ртищева «проезжие грамоты» и отправлялись в Киев, где подтверждали знания и изучали латынь. Известны случаи, когда ученики отказывались ехать из Москвы в Киев, опасаясь, что по прохождению латинских курсов впадут в ересь, так что будут и «от них великие хлопоты».
Главой Андреевского училища был назначен выходец из Киевской братской школы, участник книжной справы в России Епифаний Славинецкий, «мужъ многоученый, не токмо грамматики и риторики, но и философіи и самыя ѳеологіи извѣстный бысть испытатель и искуснѣйшій разсудитель, и опасный претолковникъ греческаго, латинскаго, славенскаго и польскаго языковъ». Епифаний перевёл с латыни «Большой атлас» голландского картографа Виллема Блау, «Анатомию» Адреаса Везалия, «Гражданство обычаев детских» Эразма Роттердамского, выдержки из Фукидидовой истории и панегирика Траяну Плиния Младшего, а также другие произведения.
Греческий язык с 1653 по 1658 год в Андреевском училище преподавал Арсений Грек, он также принимал участие в составлении «Славяно-латинского лексикона», подготовленного Епифанием с опорой на труд лексикографа Амброзио Калепино. По свидетельствам Адама Олеария, ещё до учреждения Андреевского училища в 1634 году в Москве действовала эллинская школа, которой руководил Арсений Грек. Среди преподавателей латинского языка при Андреевском училище в источниках также упоминается Арсений Сатановский, автор перевода с латыни энциклопедического сочинения «О граде царском, или поучения некоего учителя именем Мефрета» (оригинальное название: «Hortulus reginae, sive sermones»). Латинский свод мудрых высказываний был составлен саксонским проповедником XV века и опубликован в начале XVII века в Мюнхене и в Кёльне. Текст Мефрета содержит суждения «внешних философов», стихотворцев, историков, врачей и «духовных богословцев». В книге Мефрета «обретаются повести на всякую вещь, философов, царей, врачевание на многовидные болезни» и пр., развивается религиозная антропология, широко используются сравнения природы человека с тварным миром животных, камней и растений. Арсению Сатановскому также приписывается авторский труд о грехах и добродетелях «Зерцало духовное» в 94 главах, сохранившийся в Государственном историческом музее в Москве.
Среди прошедших Ртищевскую школу богословов выделяются Игнатий Римский-Корсаков, Евфимий Чудовский и др.
В историографии русской философии Ртищевская школа рассматривается, — наряду с Заиконоспасской школой Полоцкого—Медведева и Богоявленской монастырской школой братьев Лихудов, — как образовательное учреждение, непосредственно предшествовавшее проекту Московской академии и, таким образом, давшее толчок распространению свободных искусств в землях Северо-Восточной Руси.
Юрий Крижанич

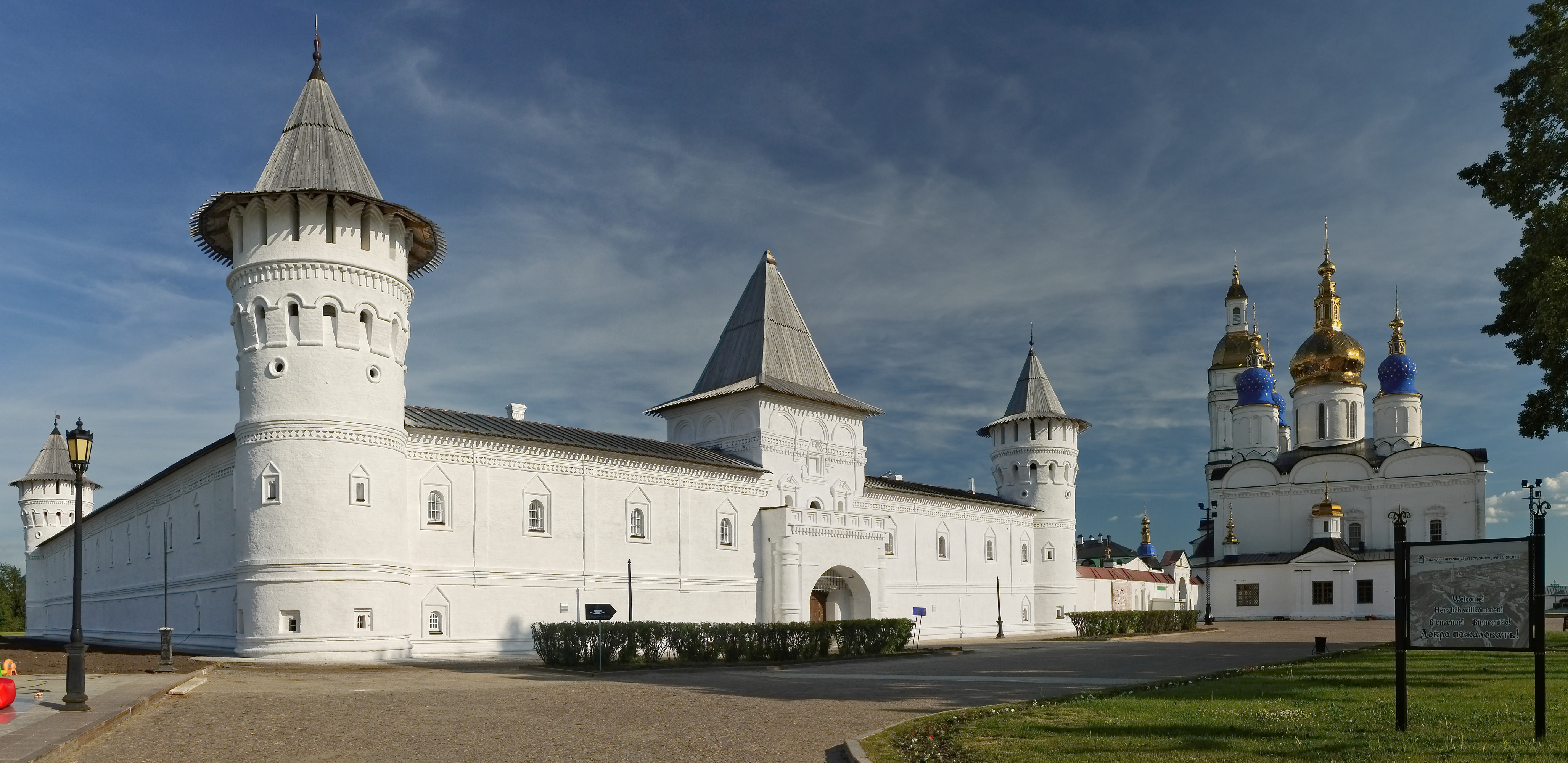
Тобольский острог, XVII ст.

Одной из важнейших вех в истории философии в России Раннего Нового времени стали труды дипломата и философа Юрия Крижанича. Крижанич был одним из энциклопедически образованных людей своего времени: он владел шестью языками, занимался вопросами философии, истории, языкознанием, музыкой и богословием. Крижанич исходил из концепции провиденциализма, настаивая на том, что божественный промысел определяет коренные повороты истории; основываясь на этом историософском допущении Крижанич писал о «мессианском значении» царской России. Будучи католиком, он был убеждённым сторонником унии «западной» и «восточной» церквей. В произведении «О промысле Божием» («De Providentia Dei»; 1666—1667), адресованном царю Алексею Михайловичу, он писал, что греки отпочковались от западной церкви из-за «духа гордости», протестанты — из-за «любви к свободе», а русские оказались обманом «втянуты в византийские интриги». Крижанич выступал с наставлениями царю и призывал «не верить чужестранцам». Принято считать, что отказавшись повторно пройти обряд крещения в Москве, то есть перейти в православную веру, Крижанич был сослан в Тобольск. Как отмечает А. В. Малинов, подлинные причины опалы Крижанича неизвестны по причинам фрагментарности источников и их недостаточной изученности. В Тобольске Крижанич написал свои главные философские, политические и лингвистические труды, в частности: «Политика», «Толкование исторических пророчеств», «О святом крещении», «Грамматическое изыскание о русском языке» и другие. Полное собрание сочинений Крижанича до сих пор не опубликовано.
В своих трудах Крижанич выступал ревнителем объединения всех славянских племён и народностей под началом Руси. Он также настаивал на том, что русский язык в силу «чистоты» понятен всякому славянину и потому должен стать lingua franca для всех славянских племён. Будучи учёным в вопросах языкознания, Крижанич в трактате «Грамматическое изыскание о русском языке» стремился разработать на основе русского письма особый язык, в основу которого должны были войти корни слов, понятные всякому славянину. Труд Крижанича стал первым исследованием по славянскому сравнительному языкознанию. В предисловии к «Изысканию» Крижанич объясняет соотношение славянских языков, первенство среди которых отводит русскому. Главным для сохранения языка он считал очищение от любого влияния иностранных языков. В этой связи Крижанич, признавая высокую ценность «Грамматики» Мелетия Смотрицкого, упрекал её автора в том, что он «наш язык в греческие и латинские узоры превращал».
В трактате «Политика» Крижанич подробно рассматривал роль торговли, ремёсел и земледелия, а также подчёркивал необходимость укрепления и развития армии для сохранения русской государственности. При этом Крижанич отрицательно относился к концепту «Москва — Третий Рим», усматривая в нём чуждое для русских византийское влияние. Крижанич проводил различие между мудростью, знанием и философией. Мудростью он называл познание «наиболее важных и наивысших вещей», под знанием следует понимать «разумение причин вещей», под философией — «вежественную премудрость», которая, «яко глаголет Аристотель, есть верх всех учений и царица всех мудростей». Философия выступает как начало и высшая ступень всех видов познания. Истинная премудрость обладает свойством «ускользать». Философ, таким образом, пребывает в непрерывном познавательном поиске. Отдельно Крижанич рассматривал «политическую мудрость», видя в ней условие возможности и средство достижения общественного блага, то есть отрасль практической философии.
Андрей Белобоцкий

Книга философская, сложенная философом Андреем Христофоровичем, XVII ст., фонд 98, № 675, Российская государственная библиотека, Москва

Одним из крупных интеллектуалов в Московской Руси XVII века был уроженец Русского воеводства Речи Посполитой Андрей Христофорович Белобоцкий. Белобоцкий перебрался в Россию в начале 1680-х годов, осел в Москве, принял веру, женился, занимался переводческой и литературно-педагогической деятельностью, а также преподавал латынь в домах Апраксиных и Волконских. В 1685 году он участвовал в религиозных прениях с братьями Лихудами и Сильвестром Медведевым, по-видимому, рассматривая для себя возможность стать во главе Московской академии. Впоследствии находился в составе китайского посольства Ф. А. Головина в качестве толмача. В 1691 вернулся в Москву. Белобоцкий известен как автор ряда самостоятельных философских произведений и популяризатор философии Раймунда Луллия в царской России.
Белобоцкому принадлежат авторские и переводные труды «Книга философская» (сохранилось 12 списков), «Краткая беседа милости со истиною» (28 списков), «Краткое искусство» (перевод трактата «Ars brevis» Раймунда Луллия; 14 списков), «Великая наука Раймунда Люллия» (75 списков), «Риторика Луллия» (30 списков), «Таблица сокращённая книг паметных художества изобретателского Генрика Корнелия Агриппы» (2 списка) и другие. Белобоцкий обнаруживает в своих произведениях знакомство с трудами Беды Достопочтенного, Фомы Аквинского, Петра Ломбардского, Бронавентуры; он подготовил новый перевод произведения Фомы Кемпийского «О последовании Христу» (с 1690-х годов рукопись хранилась на патриаршем дворе; перевод третьей книги не сохранился), а также познакомил русских читателей с некоторыми воззрениями Джордано Бруно и других авторов эпохи Возрождения.
Труды Белобоцкого получили широкое распространение в России, в частности, на Русском Севере в старообрядческой Выгорецкой пустыни. Киновиарх Андрей Денисов, занимаясь проблемами обустройства пустыни, писал полемические труды и лично редактировал «Великую науку Раймунда Люллия», переведённую Белобоцким. Сокращённая редакция «Великой науки» Денисова пользовалась авторитетом на Русском Севере. Другим популяризатором луллизма в России XVIII века был гомилет Иоаким Богомолевский. Богомолевскому, в частности, ошибочно приписывались некоторые переводы, автором которых был Белобоцкий. Благодаря Белобоцкому философия, комбинаторика и риторика Раймунда Луллия пользовались в русских интеллектуальных кругах популярностью вплоть до XIX столетия, причём, не только среди представителей дворян и духовенства, но и среди лиц «третьего сословия», в частности, купцов и мастеровых людей.
Николай Спафарий
Крупной фигурой в русской интеллектуальной истории XVII столетия стал выходец из молдавских бояр Николай Спафарий. Будучи русским дипломатом и посольским переводчиком в Китае, он подробно описал новые русские владения в Забайкалье и Приамурье, а также составил детальные географические сведения о восточных землях. Спафарий также известен как автор ряда философских произведений. Ему, в частности, принадлежат: «Книга, глаголемая естествословная», посвящённая вопросам натурфилософии и содержащая сведения о реальных и вымышленных животных, «Книга о сивиллах», в которой описаны сведения об античных пророчицах и их «предречениях», «Книга, избранная вкратце о девяти мусах и о седми свободных художествах», в которой Спафарий знакомит читателя с artes liberales или «орудиями философии», религиозно-политический труд «Хрисмологион», адресованный царю Алексею Михайловичу и др.
В трудах, касающихся вопросов натуральной философии, Спафарий обращался к проблеме возникновения и уничтожения, рассматривал перипатетическое решение проблемы атомизации качеств в первоэлементах, а также разбирал вопросы о природе времени и пространства. Спафарий обнаруживает глубокое знакомство с текстами Аристотеля, в частности, подробно останавливаясь на учении Стагирита о категориях. Большинство философских произведений Николая Спафария сохранилось в рукописях в библиотеках Москвы и Санкт-Петербурга и до сих пор не опубликовано. Исключение составляют трактаты Спафария по эстетике, исследованные, транскрибированные и изданные О. А. Белобровой.
Московская академия

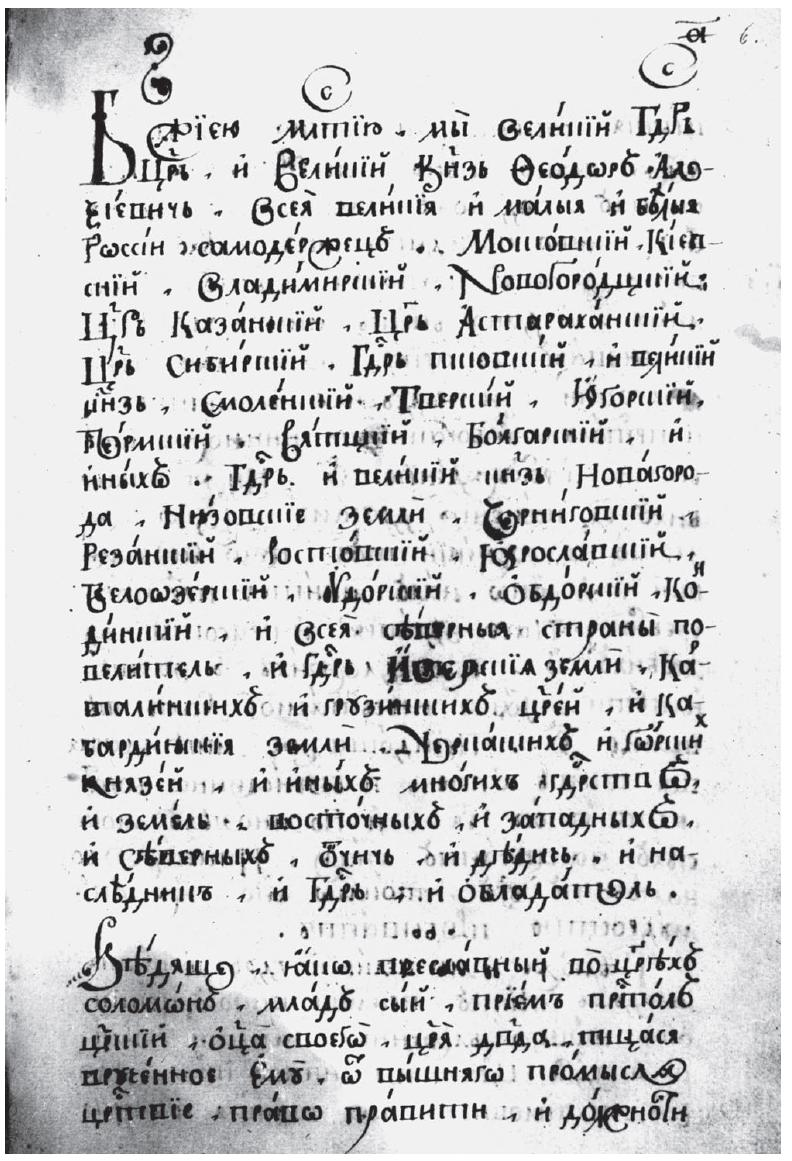
Привилегия на академию (учредительный документ академии, ратифицированный в 1682 году Фёдором Алексеевичем), Российский государственный архив древних актов

Запрос на появление высшего образования в России остро встал в XVI веке. Упадок наук и ремёсел после татаро-монгольского ига был в полной мере осознан уже в XV веке, когда великий князь московский Иван III столкнулся с неспособностью зодчих возводить крупные церковные сооружения. С этим обстоятельством напрямую связано приглашение итальянского архитектора Аристотеля Фиорованти в Москву. При царе Иване IV была предпринята попытка пригласить на Русь учёных и ремесленников из западноевропейских земель с целью возрождения и дальнейшего развития искусств и ремёсел в Московской Руси; для реализации миссии был привлечён саксонский купец Ханс Шлитте. Эта попытка не увенчалась успехом, так как на границе Ливонии мастеровых людей, охочих проехать на Русь, не пропустили, а самого Шлитте отправили под суд (см. Дело Шлитте). В 1600 году царь Борис Годунов послал в Германию Иоганна Крамера для набора профессоров и докторов с целью основать в Москве первый русский университет, однако Крамер был арестован в городе Любек по решению Ганзы. Попытки привлечения немецких учёных с целью создания университета всякий раз оборачивались неудачей. Данные обстоятельства послужили одной из причин войны за Ливонское наследие в царствование Ивана IV Грозного и попытки приобрести ливонские земли у шведов при Борисе Годунове.
Попытку учредить высшее учебное заведение на базе Заиконоспасской школы в Москве предприняли Симеон Полоцкий и его ученик Сильвестр Медведев. К ним также примыкал родственник Медведева, поэт и справщик книг Карион Истомин. Ученики и приближённые Симеона Полоцкого были сторонниками «латинской программы», настаивая на сближении Москвы с Киевом, упражнялись в силлабической поэзии и искусстве риторики. Венцом творчества школы Симеона Полоцкого стал сборник силлабической поэзии «Вертоград многоцветный». В текстах «Вертограда» содержатся отсылки к произведениям Аристотеля, Плиния Старшего, Солина, Оригена, Якова Ворагинского, Амвросия Медиоланского, Винсента из Бовэ, Иоганна Науклера и др. Важную роль в истории школы Полоцкого—Медведева сыграла полемика, развернувшаяся вокруг пресуществления (преложения) святых Даров. Медведев защищал точку зрения, согласно которой пресуществление святых Даров имеет место при произнесении так называемых «тайноустановительных слов»: «приимите, ядите» и «пийте от нея вси»; противники Полоцкого и Медведева, братья Лихуды, а также инок Евфимий Чудовский, на стороне которых стоял и патриарх Иоаким, утверждали, что Дары пресуществляются лишь по молитве к Богу Отцу о ниспослании святого Духа силой заслуг Иисуса Христа, то есть во время эпиклезы. В ответ на это Сильвестр Медведев в 1687 году написал — как он утверждал, по указу царевны Софьи Алексеевны, — «Книгу о манне хлеба животного». В том же году на стороне братьев Лихудов против Медведева выступил протопоп Иоанн Черниговский. Медведев, в свою очередь, представил апологию, известную как «Праведный ответ».
Реакцией на труды Медведева стало сочинение братьев Лихудов «Акос, или Врачевание от угрызений змиевых». Сильвестр рассчитывал при поддержке царевны Софьи стать главой нового образовательного учреждения в Москве. С этим связана подготовка в 1678 году его «Привилегии на Академию», представленной на утверждение царевне Софье. В лучших традициях барочных панегириков Сильвестр приписывал царевне «семь даров духа», то есть семь добродетелей: мудрость, целомудрие, правдолюбие, благочестие, щедрость, великодушие и чудный дар слова, а также обыгрывал значение её имени (др.-греч. σοφία — «мудрость, разумность, наука»), тем самым подталкивая государыню к учреждению академии. Однако участие Медведева в политических интригах Фёдора Шакловитого обернулось крахом и не позволило Медведеву воплотить план учреждения академии на основе «латинской школы» Симеона Полоцкого. Верх взяли сторонники «грекофильского крыла» братья Софроний и Иоанникий Лихуды, с 1685 года возглавлявшие школу при Богоявленском монастыре, а с 1687 года — после опалы Медведева — в Заиконоспасском монастыре.
Грекофильские настроения повлияли на характер первых курсов философии, прочитанных в Московской академии братьями Лихудами: преподавание в академии осуществлялось сначала на греческом языке (он изучался до 1701 и вновь с 1738 года). Сохранившиеся курсы Лихудов содержат введение в логику и натурфилософию, риторику, а также вопросы и ответы на «Физику» Аристотеля. Помимо трудов перипатетиков, а также финикийского философа Порфирия Малха, в курсах Лихудов цитировались труды греческих гуманистов-неоплатоников: Иоанна Зигомалы, Леонарда Миндония, Эммануила Маргуния. При этом сами братья не были чужды латинской учёности. Как показали исследования Николаоса Хриссидиса, Лихуды активно внедляли в свои философские труды элементы иезуитского образования, в частности, они ссылались на труды Фомы Аквинского и его последователей. Софроний и Иоанникий получили образование в Падуанском университете, владели несколькими романскими языками, так что в царствование Петра I указом 1697 года им было поручено обучить 55 человек итальянскому языку. Как отмечает Н. Н. Запольская, «успехи „греческаго и латинскаго учения“ были столь блистательны, что „верхние ученики“ могли свободно говорить на обоих языках и переводили книги на церковнославянский язык». Среди выходцев из «богоявленской школы» Лихудов был игумен Палладий (в миру — Павел Рогов), будущий ректор академии и один из первых известных уроженцев Северо-Восточной Руси, получивший степень доктора философии в стенах западноевропейского университета. Школу Лихудов также прошли Феодор Поликарпов-Орлов, Николай Семёнов-Головин, Карион Истомин, Леонтий Теляшин, Пётр Постников, Алексей Барсов, Иосиф Афанасьев, Федот Агеев и др. С 1701 года основным языком преподавания в Московской академии стала латынь. В 1706 году по образцу Московской академии Лихудами была открыта Славяно-греко-латинская академия в Великом Новгороде. Она была размещена непосредственно в здании Детинца: в помещении, получившем название «Лихудов корпус».
Полный академический курс Московской академии включал такие дисциплины как пиитика, риторика, философия (в неё входили логика, диалектика, метафизика и физика; с 1704), а также богословие. «По склонности» c XVIII века в академии изучались немецкий и французский языки. Один из первых сохранившихся полных латинских философских курсов, прочитанных в стенах Московской академии, принадлежит Феофилакту Лопатинскому. Как отмечает А. В. Панибратцев, «преподавание по его конспектам в Москве, равно как и в сети зависящих от Москвы семинарий, продолжалось в течение всей первой половины XVIII века».

### Эпоха Просвещения
Эпоха Петра Великого
Реформы Петра Великого способствовали интенсивной «вестернизации» русского общества и, как следствие, укреплению интереса к западноевропейским философским направлениям. В ходе формирования новой системы образования в России первой четверти XVIII столетия появились профессиональные философы, читавшие самостоятельные курсы, преимущественно, на латинском и немецком языках. Часть первых приглашённых учёных в Санкт-Петербург поступила на русскую службу по рекомендациям, данным царю Г. В. Лейбницем и Хр. Вольфом. Важным витком в распространении философского образования стал указ Петра «об учинение коллегиумов», способствовавший открытию новых академических школ. Важнейшим событием для развития наук в России стало учреждение в 1724 году Императорской академии наук, а также Санкт-Петербургского академического университета. Университет состоял из трёх факультетов: юридического, медицинского и философского. Как отмечает Т. В. Артемьева, «философии в Академическом университете уделялось серьёзное внимание. В нём изучались курсы „Руководство во всю философию“ или „Введение в философию“, история философии, логика, метафизика, практическая философия или этика, натуральная философия».
Самым популярным западным новшеством был деизм, приверженцами которого стали ключевые мыслители русского Просвещения, в частности, Михаил Ломоносов, ученик Хр. Вольфа. Именно в этот момент на русскую почву попадают идеи корпускуляризма и сенсуализма. Практически идеи деизма выражались в антиклерикализме и обосновании подчинения духовной власти светской, за что ратовала «учёная дружина» Петра Великого. Поборником распространения философии в петровской России был архиепископ Феофан Прокопович, в богословских вопросах полемизировавший с митрополитом Стефаном Яворским. Оба религиозных мыслителя известны как авторы самостоятельных философских курсов, прочитанных на латыни.

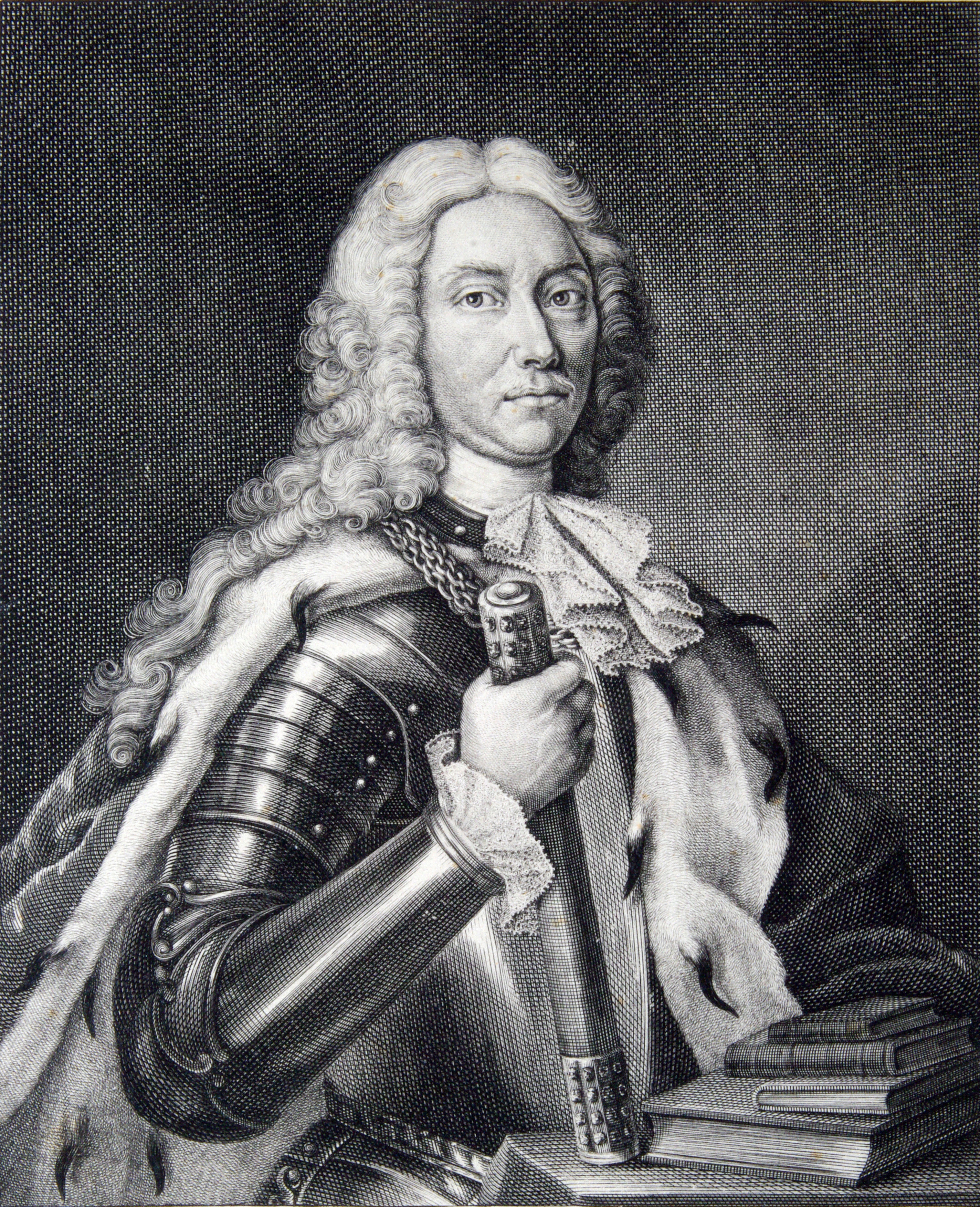
Гравюра с изображением светлейшего князя Дмитрия Кантемира, 1716 год

Значительный вклад в развитие натурфилософии в царской России внесли сторонники петровских преобразований Яков Брюс (см. Брюсов календарь) и князь Дмитрий Кантемир. Кантемиру, в частности, принадлежат сочинения «Священной науки неописуемый образ» («Sacro sanctae scientiae indempingibilis imago»; также «Metaphysica»; 1700 год, на латыни), «Всеобщая сокращённая логика» («Compendiolum universae logices institutiones»; 1701 год, на латыни), посвящённая проблеме логического вывода в теории познания, «Исследование природы монархий» («Monarchiarum physica examinatio»; 1714 год, на латыни), посвящённое лично Петру I, «Тёмные места в катехизисе» («Loca obscura in cathechisi»; 1720 год, на латыни), в котором Кантемир полемизировал с Феофаном Прокоповичем о природе воспитания, и др. В своих философских трудах Кантемир развивал учение о природе Я. Б. ван Гельмонта, а также разрабатывал собственные взгляды на гносеологию. Достижения князя Кантемира в области наук были столь значительными, что он рассматривался в качестве одного из кандидатов в президенты Санкт-Петербургской академии наук.
В большой мере развитию философского образования при Петре способствовала политика привлечения иностранных учёных из стран Западной Европы. Одним из первых немецких философов на русской службе в Санкт-Петербурге в царствование Петра Великого стал Георг Бильфингер, разрабатывавший самостоятельную систему в духе лейбнице-вольфианской школы. В Петербурге Бильфингер читал курсы логики, физики, метафизики и моральной философии. В своих лекциях Бильфингер большое внимание уделял натурфилософским взглядам Кеплера, Галилея, Ньютона, Декарта и др. По окончании контракта он уехал в Тюбинген, получив статус почётного иностранного члена Санкт-Петербургской Императорской академии наук.
В первой четверти XVIII века распространение получают переводы философской литературы на «язык посольского приказа». В 1713 году на средства купца Ивана Короткого в Москве был опубликован труд по перипатетической философии «Зерцало естествозрительное», в котором разбираются начала натуральной философии. По личному поручению Петра Первого Гавриил Бужинский перевёл на русский язык ряд произведений западноевропейских авторов, в частности, «Разговоры дружеския» Эразма Роттердамского (билингвальное издание, Санкт-Петербург, 1716), «Введение в Гисторию Европейскую» Самуэля фон Пуфендорфа (Санкт-Петербург, 1718) и «Феатрон» Вильгельма Стратемана (Санкт-Петербург, 1724). Вскоре после смерти Петра I в Российской империи появляются самостоятельные философские труды, в которых рассматриваются взгляды на устройство образования и права. Среди них выделяется произведение Василия Татищева «Разговор двух приятелей о пользе наук и училищ» (1733—1738). В произведении Татищева разрабатываются концепты естественного права, естественной морали и естественной религии, позаимствованные Татищевым из трудов С. фон Пуфендорфа и И. Э. И. Вальха. Высшая цель или «истинное благополучие», по мнению Татищева, заключается в полном равновесии душевных сил, в «спокойствии души и совести», достигаемом путём развития ума «полезностью наук».
Эпоха Елизаветы Петровны
В царствование Елизаветы Петровны в России наступает расцвет изящных искусств, появляется ряд новых образовательных учреждений, в частности, указом императрицы от 12 (23) января 1755 года утверждается Императорский Московский университет. Первый курс философии, обязательный для студентов всех трёх первых факультетов, — философского, юридического и медицинского, — читал ученик М. В. Ломоносова Н. Н. Поповский. Поповский был переведён на службу в Московский университет из Санкт-Петербургского, действовавшего при Императорской академии наук. Особенностью курса Поповского стало то, что он был подготовлен на русском языке. Как правило, курсы философии в России второй половины XVIII века читались на латыни по трудам немецких вольфианцев Фридриха Христиана Баумейстера и Иоганна Генриха Винклера.

Философиа Аристотелева по умствованию перипатетиков изданная. Киев, 1745

В 1745 году по случаю прибытия Елизаветы Петровны и Алексея Разумовского в Киев в 1744 году, префект Михаил Козачинский опубликовал труд «Философия Аристотелева, по умствованию перипатетиков изданная». Произведение Козачинского примечательно тем, что содержит философские рассуждения и тезисы сразу на трёх языках — латинском, русском и польском — и, таким образом, представляет значительный интерес для истории развития философской терминологии в Восточной Европе. Помимо этого Козачинский известен как автор панегирических сочинений во славу императрицы Елизаветы Петровны, а также её отца Петра Великого, которые изобилуют тонкостями барочного красноречия. Козачинскому также приписывают труд по семиотике «Писания о значении знак и знамён» и тезисы философского диспута со стихотворным приветствием, адресованным архимандриту Тимофею Щербацкому (1741 год).
В 1756—1765 годах курс философии в Московском университете читал профессор И. Г. Фроманн, прибывший в Россию по приглашению И. И. Шувалова. По возвращении в Германию Фроманн написал труд «Краткое начертание состояния наук и искусств в Российской империи» («Stricturae de statu scientiarum et artium in Imperio Russico»; 1766 год, на латыни), в котором несколько страниц уделил описанию личного опыта преподавания философии в Москве. Одним из учеников Фроманна в России стал Д. С. Аничков, автор труда «Рассуждение из натуральной богословии о начале и происшествии натурального богопочитания» («Dissertatio philosophica de ortu et progressu religionis apud diversas maximeque rudes gentes»; 1769 год, на латыни), представленного для защиты в Московском университете уже в царствование Екатерины Второй. Диссертация Д. С. Аничкова была посвящена выявлению причин возникновения языческих верований и вызвала большой резонанс в обществе. Особенно резко против тезисов диссертации Д. С. Аничкова выступали И. Г. Рейхель и московский архиепископ Амвросий.
Особый интерес для истории философии представляет безымянный латинский курс 1751 года, составленный Георгием Щербацким. В нём сохранилось одно из первых в истории царской России описаний теории познания Рене Декарта, а также воззрений Пьера Гассенди. Щербацкий не просто изложил концепции французских философов о природе сущего, но и сопоставил их с воззрениями древних и средневековых авторов.
В годы правления Елизаветы Петровны в России окончательно оформился круг интеллектуалов, образованных в западноевропейском ключе и распространявших как оригинальные сочинения, так и переводы философской литературы на русский язык. А. Д. Кантемир перевёл на русский язык ряд произведений Шарля Луи де Монтескьё и Бернара Ле Бовье де Фонтенеля. Ему также принадлежит самостоятельный натурфилософский труд «Письма о природе и человеке» (1742 год). Г. Н. Теплов завершил в 1750 году труд «Знания, касающиеся вообще до философии, для пользы тех, которые о сей материи чужестранных книг читать не могут», рецензию на который составил М. В. Ломоносов. В своём произведении Теплов, в частности, представил философский словарь из 27 ключевых терминов, необходимых русской публике для первого ознакомления с философией. М. В. Ломоносов, будучи учеником Хр. Вольфа, развивал корпускулярную философию и написал ряд натурфилософских произведений на латинском языке, а также «философские оды» на русском. Н. Н. Поповский перевёл на русский язык «Мысли о воспитании» Дж. Локка и «Опыт о человеке» А. Поупа. В 1758 году префект Московской академии Макарий Пе́трович завершил работу над «Логикой теоретической», составленной с опорой на труды вольфианца Фридриха Христиана Баумейстера и картезианца Эдмона Пуршо. Благодаря В. К. Тредиаковскому русское общество познакомилось с воззрениями Френсиса Бэкона, Ж.-Ж. Руссо, Ф. Фенелона и др. При дворе Елизаветы Петровны началась служба Г. С. Сковороды, ставшего первым в истории Российской империи «странствующим философом» и заложившего почву для образования русской религиозной философии.
Эпоха Екатерины Великой

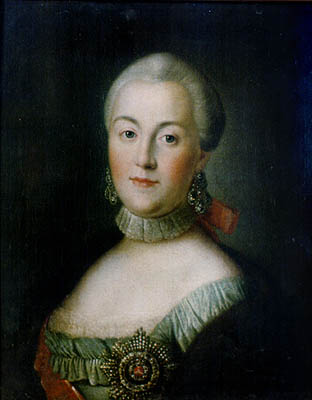
Екатерина Вторая, портрет кисти Алексея Антропова

Екатерина Вторая питала пиетет перед философами-просветителями и создавала условия для развития и поощрения интеллектуальных упражнений в царской России. В исследовательской литературе эпоха Екатерины Великой часто характеризуется как период просвещённой монархии: царица возвела концепт «просвещения» в статус государственной идеологии. По инициативе императрицы была открыта Императорская Публичная библиотека, ставшая крупнейшей в Российской империи. На протяжении жизни она привлекала философов в качестве учителей, собеседников и корреспондентов. Екатерина, в частности, переписывалась с Дени Дидро, Вольтером, Жаном Лероном Д’Аламбером, Ф. М. Гриммом и др. Директор Санкт-Петербургской академии наук С. Г. Домашнев характеризовал в 1777 году екатерининскую эпоху как философскую, «потому что философский дух стал духом времени, священным началом законов и нравов». В киевском панегирике императрице, адресованном митрополиту Иерофею, екатерининская эпоха характеризуется следующим образом:

Сіи то мысли Фокіоновъ

И Лейбницевъ ума виной;

Они родили намъ Невтоновъ,

Вѣкъ просвѣще́нной и злато́й;

Они причиной нашей славы,

Величественной той державы,

Екатерина что хранитъ.

Она умы всѣхъ просвѣщаетъ,

Палладѣ храмы воздвигаетъ,

Подвластнымъ благо всѣмъ дари́тъ.

В период правления Екатерины формируется феномен «дворянской философии». Русское дворянство второй половины XVIII столетия включает занятия философией в число тех сфер образованности, которые надлежало усвоить и в которых следовало преуспеть всякому представителю благородного сословья. Герольдами «дворянской философии» оказываются представители многих именитых фамилий, в частности, Ф. И. Дмитриев-Мамонов, М. М. Щербатов, А. Т. Болотов, И. П. Елагин и др.
Ф. И. Дмитриев-Мамонов известен как автор аллегорического произведения «Дворянин-философ» (1769). Труд Дмитриева-Мамонова носит дидактических характер: сочинение посвящено проблеме множественности миров, а также затрагивает вопросы счастливой жизни. В тексте воспет идеал дворянского уединения, сформулированный русским философом под впечатлением от Вольтера. В произведении также прослеживаются следы знакомства автора с «Путешествием Гулливера» Джонатана Свифта. Дмитриев-Мамонов широко известен как переводчик Лафонтена и как «сочинитель новой системы мира», которая, впрочем, не вызвала широкого интереса среди современников. Ему также принадлежит утраченный перевод Овидия с французского. Известно, что Дмитриев-Мамонов «щедро покровительствовал бедным литераторам» и всячески потворствовал распространению изящных искусств.

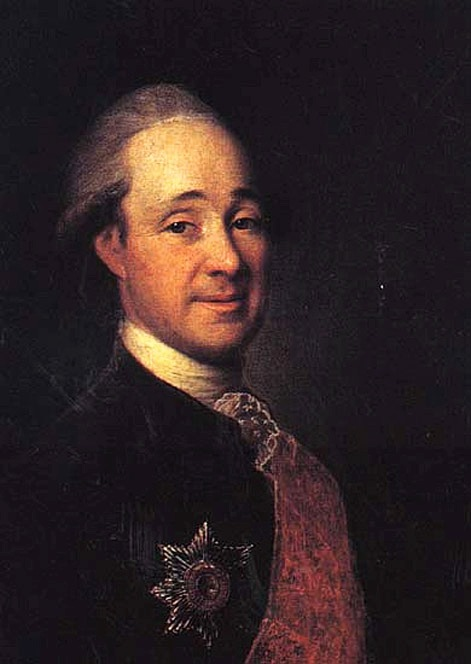
Михаил Щербатов, портрет кисти Дмитрия Левицкого

Князь М. М. Щербатов, будучи представителем дома Рюриковичей, ввёл в научный оборот «Изборник» 1076 года, доставшийся ему по наследству. «Изборник» примечателен тем, что содержит многочисленные выдержки из ранних греческих философов. Наибольшую известность князь снискал как автор утопии «Путешествие в землю Офирскую» (1784), а также произведения «О повреждении нравов в России» (1786/1787), в которых рассуждал о природе и границах естественного права. Рассуждая о преобразованиях Петра Великого, Щербатов стремился оправдать императора перед критикой Ж.-Ж. Руссо о «несвоевременности реформ», при этом он соглашался с мыслями Вольтера о необходимости религии для простого народа с целью сохранения «чистоты нравов». С позиций древнего русского дворянства Щербатов выступал с критикой новой аристократии, не имеющей связи с историческими родами России, в чём он усматривал разрушительные тенденции для социально-политической архитектуры русского общества и, как следствие, пагубные для этоса дворянства в целом. Щербатов был хорошо знаком с историей философии и положительно высказывался об идее просвещения. Венцом религиозно-философских размышлений князя стал философский диалог «Разговор о бессмертии души» (1788), содержащий многочисленные отсылки к диалогу Платона «Федон».
Знаковой фигурой в истории русской философии стал А. Т. Болотов, автор «Детской философии» (1776—1779): первого в истории России произведения, посвящённого вопросам дворянского философского воспитания. Труд философа составлен под влиянием философа-эстетика Иоганна Георга Зульцера. Болотов многое почерпнул из немецкой философии: его первые литературные опыты относятся к периоду пребывания в Кёнигсберге (1760—1761). В этот период Болотов знакомится с воззрениями Л. Хольберга и И.-К. Готтшеда. В стенах Кёнигсбергского университета Болотов слушал лекции профессора философии Христиана Августа Крузиуса. Болотову принадлежит ряд литературных опытов, касающихся вопросов ботаники, бытописания, а также трёхчастный труд «Путеводитель к истинному человеческому счастью» (1784).
И. П. Елагин снискал известность как один из ярых критиков французского деизма, противопоставляя ему идеи Г. В. Лейбница, Г. Гроция и С. фон Пуффендорфа. Он высмеивал нравы современников, погрязших в безбожии, а также пренебрежительно высказывался о философских дарованиях Г. Н. Теплова. Подспорье для духовного возрождения общества Елагин усматривал в трудах пиетистов и вольных каменщиков, чьи идеи распространял и развивал в собственных трудах. Личный архив Елагина не сохранился. Ему принадлежит ряд переводов с французского, исторические опыты и пр. Один из ключевых философских трудов Елагина, — «Учение древнего любомудрия и богомудрия» (1786), — был опубликован после смерти философа в «Русском архиве» за 1864 год.
Идеал христианского рыцарского этоса воспет в философском произведении И. В. Лопухина «Духовный рыцарь, или Ищущий премудрости» (1799). Лопухин стремился сочетать положения христианской веры с некоторыми теософскими идеями, почерпнутыми из трудов Иоганна Арндта, Якоба Бёме, Кристиана Хаугвица и др. Труд Лопухина пользовался почтением в среде вольных каменщиков и при жизни автора был переведён на немецкий и французский языки. Лопухин также увлекался сочинениями Руссо, Фенелона, Эдуарда Юнга и Жанны-Марии Гюйон. При финансовой поддержке Лопухина заграницей получили образование М. И. Невзоров и В. Я. Колокольников, внёсшие заметный вклад в распространение религиозно-философской литературы в эпоху Александра I.

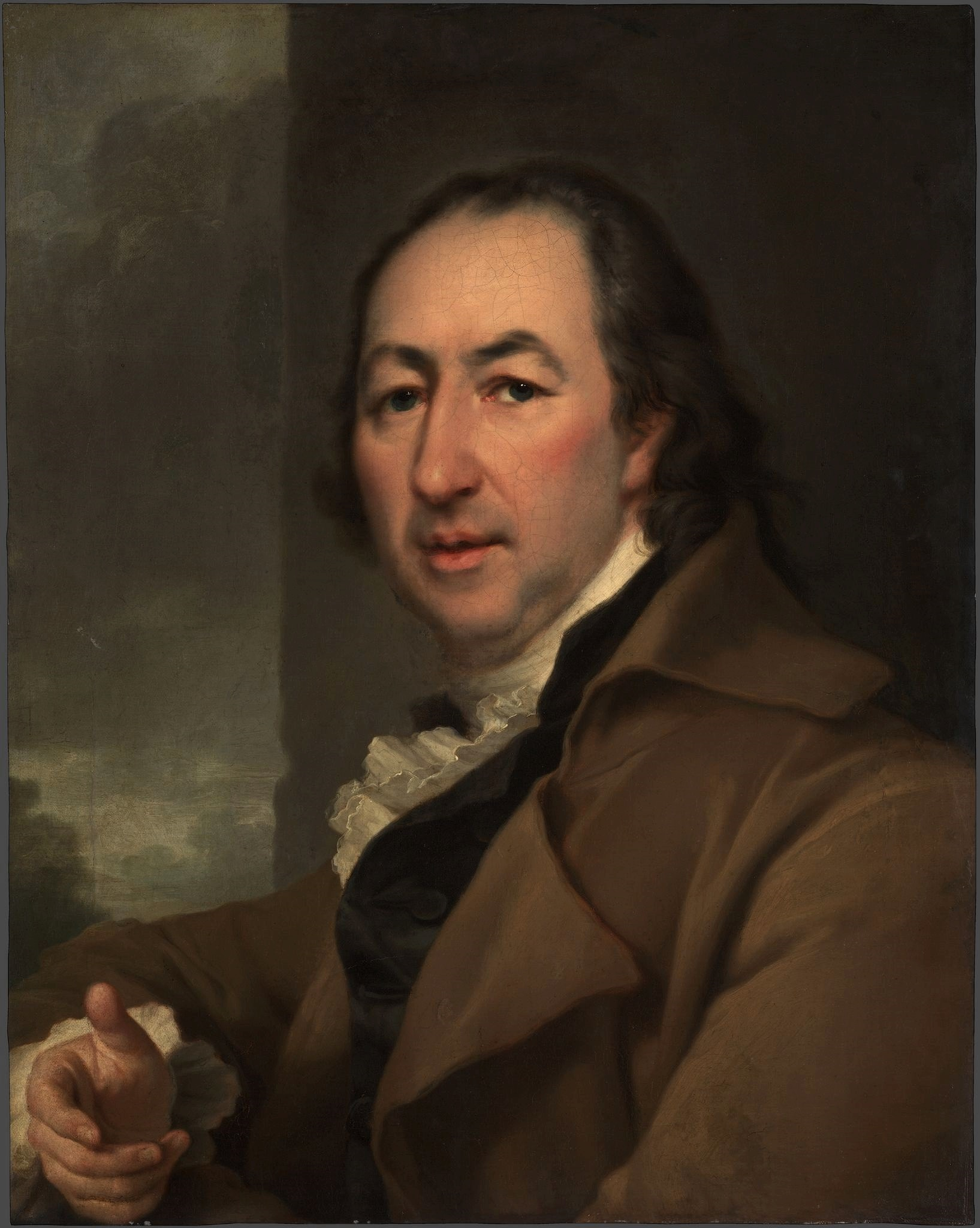
Николай Новиков, портрет кисти Дмитрия Левицкого

Поборником просвещения в России XVIII века был Н. И. Новиков, внёсший значительный вклад в распространение мартинистских воззрений в Российской империи. Среди его ближайших сторонников выделяются С. И. Гамалея и И. Г. Шварц. Вместе они выступили инициаторами создания при Московском университете Дружеского учёного общества. Новиков способствовал изданию редких памятников из истории Древней Руси, а также выступил инициатором составления крупнейшего русского рукописного собрания алхимической литературы, известного как «Герметическая библиотека». Благодаря С. И. Гамалее, проживавшем в имении Новикова в Тихвинском, на русский язык был переведён полный корпус сочинений Якоба Бёме, а также ряд других натурфилософских и религиозных произведений. В 1787 году Новиков опубликовал труд Ф. Шампьона де Понталье «Французская нынешнего времени философия». В 1788 году Новиковым была опубликована краткая версия «Критической истории философии» («Historia critica philosophiae»; 1742—1744) Иоганна Якоба Бруккера, переведённая М. Г. Гавриловым. Труд Бруккера примечателен как один из первых историко-философских опытов в Европе. Несмотря на то, что «львиная доля» текстов, переведённых кружком Новикова, не была издана при его жизни, авторские тексты и переводы московских мартинистов были распространены в рукописях и оказывали существенное влияние на интеллектуальный фон русского общества. Политические сношения мартинистов с прусскими властями, в частности, с И. К. фон Вёльнером, стали причиной опалы Новикова в екатерининскую эпоху и, как следствие, воспрепятствовали изданию ряда авторских трудов и переводов его единомышленников. Как отмечает А. П. Козырев, подспудно опала Новикова была также связана с реакцией Екатерины на революционные события во Франции в 1789, положившие «конец флирту двора и философии».
Почтением в среде московских мартинистов пользовался «странствующий философ» Григорий Сковорода, снискавший — благодаря трудам А. Ф. Хиждеу — известность «русского Сократа». Большинство произведений философа написаны в форме диалогов о благе и счастливой жизни, которые Сковорода вёл с друзьями и знакомыми, в чьих домах останавливался погостить. Ключевые произведения философа посвящены помещикам С. И. Тевяшову и В. С. Тевяшову, острогожскому художнику С. Н. Дятлову, предводителю харьковского дворянства Я. М. Донцу-Захаржевскому, купянскому дворянину Ф. И. Дискому и др. Интерес Сковороды как философа сосредоточен преимущественно на моральных и богословских вопросах. Сковорода разрабатывал учение о «сродности», призванное раскрыть природу «внутреннего человека». Познавшие сродность обретают счастье и составляют, по Сковороде, «плодоносный сад», гармоничное сообщество людей, взаимодействующих между собой на пользу государству как «части часовой машины». Онтологические воззрения Сковороды выстраивались вокруг учения о трёх мирах и двух натурах, — зримой и незримой, — последняя служит ключом к «прозрению», то есть к опыту божественного присутствия, раскрываемого как «безначальное единоначало». Венцом философских рассуждений Сковороды стали труд «Алфавит, или букварь мира» (1775), посвящённый «милостивому государю Владимиру Степановичу, его благородию Тевяшову», а также «Икона Алкивиадская»» (1776), посвящённая отцу Владимира полковнику Степану Ивановичу Тевяшову. В текстах Сковороды прослеживается глубокое влияние древнегреческих и римских авторов, в первую очередь, Платона, Сенеки, Цицерона, Марка Аврелия и Плутарха. Ценность для интеллектуальной истории также представляет эпистолярное наследие философа. Сковорода был хорошо знаком с традицией латинской схоластики, включая тексты философов-иезуитов; не исключено его знакомство с сочинениями Эразма Роттердамского, Г. В. Лейбница и других авторов. При жизни Сковорода не опубликовал ни одного произведения, однако его труды были распространены в рукописях и пользовались почтением в среде русских религиозных философов, тяготевших к православному возрождению.

Андрей Брянцев, «Слово о связи вещей во вселенной» (Москва, 1790)

Под влиянием западноевропейской интеллектуальной культуры Нового времени в екатерининскую эпоху формируется представление о ценности построения самостоятельных философских систем. Систематичность изложения стала рассматриваться как неотъемлемый признак завершённости философской рефлексии. Попытку систематического изложения суммы философских знаний представляет труд Я. П. Козельского «Философические предложения» (1768), посвящённый Екатерине Великой. Труд был составлен Козельским в период службы в сенате в Санкт-Петербурге. В основу системы изложения наук, представленной в «Философических предложениях», легли построения Ф.-Х. Баумейстеру и Ж.-Ж. Руссо. Интерес представляют рассуждения философа о пользе и вреде развития терминологии на национальных языках, а также попытка сформулировать самостоятельный тезаурус отвлечённых понятий. Козельскому принадлежал замысел издать «Историю критической философии» Жозефа Жерома Лефрансуа де Лаланда. Помимо этого Козельский опубликовал труды, посвящённые вопросам военного искусства, началам философии на востоке и др. С. Е. Десницкий, будучи слушателем лекций по моральной философии Адама Смита, занимался развитием философии права в России. Ему также принадлежит значительный вклад в выработку и систематизацию русской юридической терминологии. А. В. Брянцев, будучи одним из первых популяризаторов философии Иммануила Канта в России, стремился выстроить систематическую натурфилософскую модель природы сущего. В произведениях «Слово о связи вещей во вселенной» (1790) и «Слово о всеобщих и главных законах природы» (1799) Брянцев разрабатывает онтологию преимущественно с опорой на труды Г. В. Лейбница. И. С. Рижский в труде «Умословие, или умственная философия» (1790) переосмысляет систему вольфианца С. Х. Голльмана и сочинения Ф.-Х. Баумейстера с учётом критических замечаний, выдвинутых Л. Эйлером.
Проблемы выработки русской философской терминологии во второй половине XVIII столетия побуждали не только к написанию авторских трудов, но и к активизации переводческой деятельности. Особенное значение в этой связи приобрели памятники античной философской мысли, дающие возможность приобщиться к истокам формирования философского языка. Крупному лексикографу Г. А. Полетике, в частности, принадлежат переводы на русский язык трудов Эпиктета, Ксенофонта и Кевита Фивейского. В. Т. Золотницкий, известный благодаря циклу трудов о естественном праве и двум произведениям о проблеме бессмертия души, в годы сотрудничества с И. Г. Рейхелем проявил себя как даровитый переводчик. Он, в частности, опубликовал авторские переводы трудов Сенеки, Юлиана Отступника и др. П. А. Сохацкий впервые перевёл на русский литературный язык диалог Платона «Федон», а также политический трактат «Об обязанностях» Цицерона. Г. С. Сковороде помимо авторских трудов принадлежат переложения знаковых философских памятников; в частности, он перевёл диалог Цицерона «О старости», а также Плутархову «Книжечку о спокойствии души». Благодаря деятельности кружка Н. И. Новикова на русском языке появился полный перевод «Герметического корпуса» Гермеса Трисмегиста, а также многочисленные переводы других знаковых для истории философии трудов.
Одним из примечательных для истории русской философии конца XVIII века произведений стал трактат «О человеке, о его смертности и бессмертии» (1792) А. Н. Радищева. Труд был составлен Радищевым в ссылке в Илимский острог, в которую он был отправлен императрицей Екатериной за публикацию труда «Путешествие из Петербурга в Москву» (1790), пронизанного, по мнению императрицы, «изражениями противу сана и власти царской». Трактат «О человеке, о его смертности и бессмертии» состоит из четырёх книг. В них Радищев последовательно разбирает аргументы сторонников и противников представлений о бессмертии души и приходит к оригинальному выводу о концептуальном значении природы суицидальной способности. Способность человека к самоубийству, по мнению философа, превозмогает естественное стремление всякого организма сохранить жизнь и служит прямым доказательством бессмертия человеческой души. В тексте трактата Радищева обнаруживается знакомство с трудами Лейбница, Мендельсона, Гердера, Гельвеция, Гольбаха, Пристли и других современников.

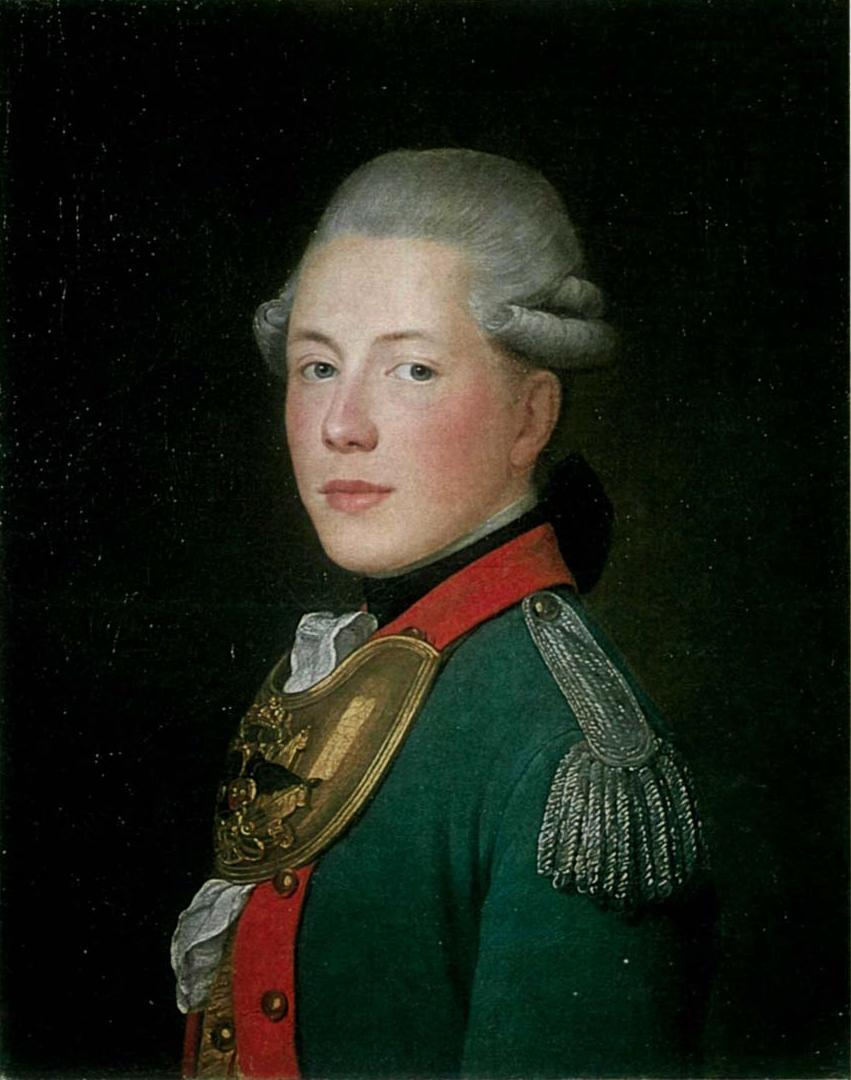
Андрей Вяземский, портрет кисти Жана-Луи Вуаля

Успех у публики и признание в среде немецких философов получил труд «Наблюдения о человеческом духе и его отношение к миру» («Beobachtungen über den Geist des Menschen und dessen Verhältniß zur Welt»; 1790 год) Андрея Колыванова, изданный на немецком языке в Альтоне в 1790 году. Книга получила восторженные отклики со стороны ряда крупных немецких мыслителей (в частности, К. Ф. Морица, С. Маймона и др.), но затем исчезла из поля зрения читателей (книга не поступала в продажу и не попала в германские библиотеки) и была обнаружена лишь в 2002 году в библиотеках Москвы и Страсбурга. Вопрос об авторстве книги Колыванова является дискуссионным. По одной из версий, предполагаемым автором книги мог быть князь А. И. Вяземский, по другой российский немец Христлиб Фельдштраух (1734—1799). Согласно первой версии, Вяземский опубликовал труд, используя криптоним Андрей Колыванов. В нём он обыграл фамилию, которую дал своей внебрачной дочери от графини Е. К. Сиверс, будущей жене Н. М. Карамзина. Вяземский и Сиверс не были обручены, отчего отец дал фамилию дочери по месту её рождения — в честь города Ревель (старое русское название — Колывань, ныне Таллин). Согласно второй версии, Христлиб Фельдштраух, переехав в Альтону, использовал псевдоним Колыванов с целью обыграть название родного города. Как отмечает переводчик книги «Наблюдений» на русский язык В. В. Васильев, «даже при первом приближении она может быть оценена как один из самых значительных русских философских трактатов» конца XVIII столетия, в связи с чем может «существенно скорректировать сложившиеся представления о путях развития западноевропейской и русской философии».
Труд Колыванова представляет самостоятельный опыт философской антропологии. В нём представлена сложная космологическая модель, основанная на учении об атомах и монадах. Центральной темой «Наблюдений» Колыванова служит вопрос о причинах людских несчастий и способах избавления от них. Важное место в тексте занимает учение о человеческой природе, раскрываемой через призму бушующих сил и чувств; при этом Колыванов выступает с критикой вольфианской рубрикации психических способностей на «высшие» и «низшие». Психическая природа человека рассматривается в произведении Колыванова как игра сил, тем самым философ проблематизирует вопрос о свободе воли. Столкновение чувств или сил в природе рассматривается философом как необходимое условие возможности для развития человеческого духа. Труд Колыванова представляет особый интерес в связи с началами практической философии и теорией продуктивности воображения.

### Русская философия XIX века
Александр Лабзин

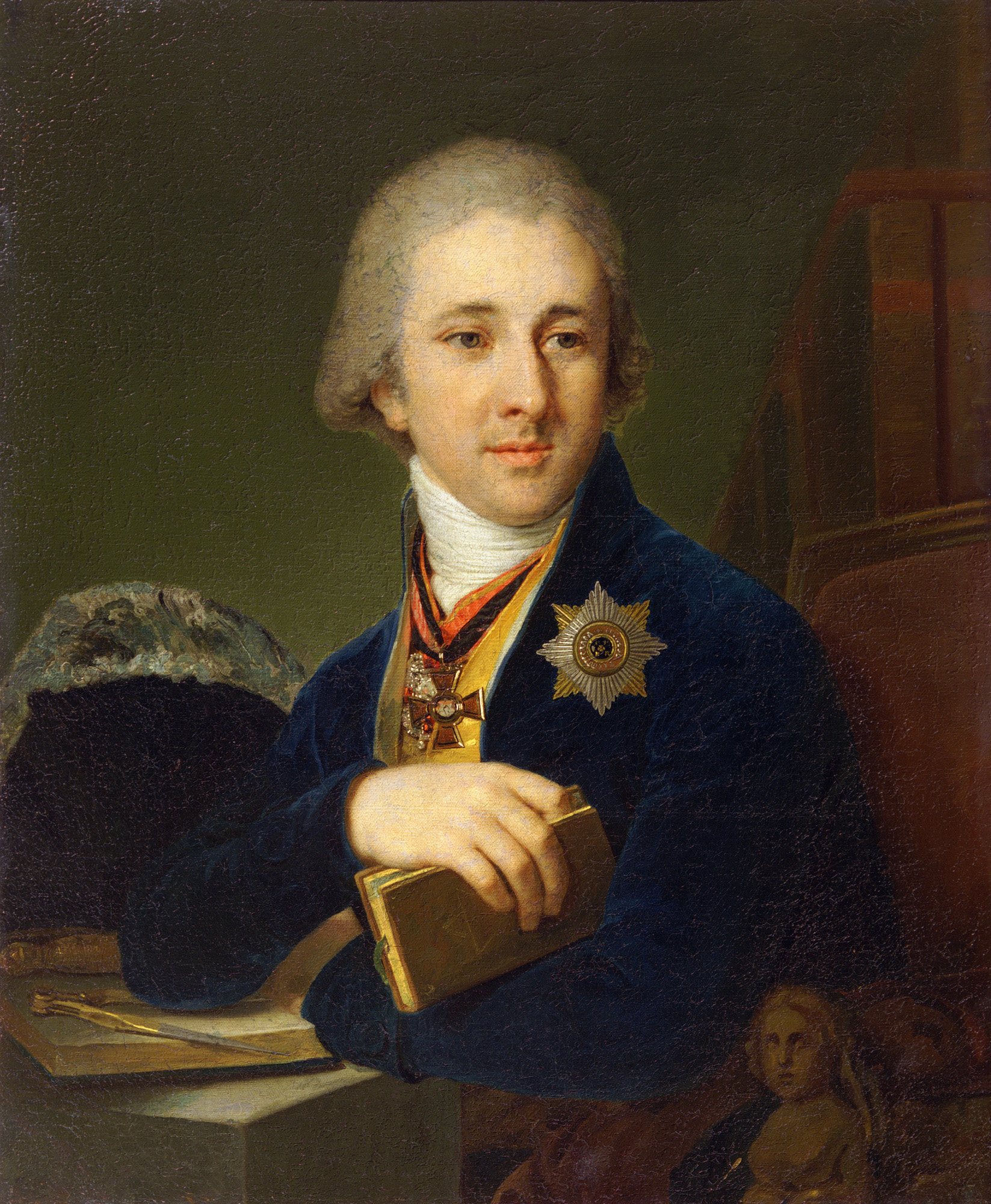
Александр Лабзин, портрет кисти Владимира Боровиковского

Одним из крупных философов-мистиков в царствование Александра I стал А. Ф. Лабзин. Философ снискал известность в начале XIX века, прежде всего, как популяризатор и переводчик трудов Якоба Бёме, Карла Эккартсгаузена, Иоганна Генриха Юнга-Штиллинга, Адама Сигизмунда Флейшера и др. В своих произведениях он тяготел к воззрениям немецких пиетистов и развивал идеи спиритуализма в России. Свои труды и переводы Лабзин часто подписывал инициалами У. М., которые он расшифровывал как «ученик мудрости». Лабзин широко известен как издатель религиозно-философского периодического издания «Сионский вестник», выходившего с 1806 по 1817 год. Каждый номер вестника сопровождался авторскими философскими отступлениями и комментариями издателя Лабзина, разрабатывавшего концепт журнала. В них Лабзин демонстрировал широкие познания в современной ему философии, ссылаясь, в частности, на труды Вольтера, Ж.-Ж. Руссо, И. Канта и др. Программный текст А. Ф. Лабзина «О философии» был опубликован в первом номере «Сионского вестника» за 1806 год, в нём философ подробно останавливается на началах платонической и стоической философии, задаётся вопросом о природе познания, а также предлагает самостоятельную рубрикацию философских направлений через призму philosophia perennis. Благодаря изданию Лабзина русская образованная публика начала XIX века ознакомилась с некоторыми произведениями Иоганна Таулера, Фомы Кемпийского, Френсиса Бэкона, Франсуа де Салиньяка Фенелона, Григория Сковороды, Иоганна Каспара Лафатера и др.
Как философ Лабзин был продолжателем школы И. Г. Шварца, преподававшего в Московском Императорском университете и стоявшего у истоков Дружеского учёного общества. Лабзину, в частности, принадлежат стихи на кончину Шварца (1784 год), прочитанные в собрании учеников в честь умершего учителя. Выйдя из университета в 1784 году с основательными знаниями в иностранных языках, Лабзин определился в московское губернское правление переводчиком. Он основательно изучал произведения классиков древнегреческой и римской мысли, в особенности Платона, Плутарха и Цицерона, а также труды немецких пиетистов. Лабзин демонстрировал любовь к математике, прибегая к ней в отвлечённых рассуждениях о природе гармонии. При этом Лабзин выступал с резкой критикой французских энциклопедистов, обличая их в безбожии и обосновывая их связь с революционными кружками. Благодаря такой риторике Лабзину на некоторое время удалось снискать поддержку императорского дома и опубликовать ряд трудов из истории немецкой мистической философии, фактически, минуя цензурные процедуры. Среди наиболее знаковых изданий Лабзина по мистической философии можно упомянуть «Мысли о самопознании на основании натуры» Адама Флейшера, «Ключ к таинствам натуры» и «Облако над святилищем» Карла Эккартсгаузена, а также цикл изданий трудов Генриха Юнга-Штиллинга, пользовавшегося личным почтением со стороны императора Александра I.
Иоганн Баптист Шад
В 1805 году по инициативе В. Н. Каразина и с дозволения императора Александра I был учреждён Императорский Харьковский университет. С первых лет основания университета в его стенах служили такие русские философы как И. С. Рижский и Т. Ф. Осиповский, однако у истоков университетской философии в Харькове стоял И. Б. Шад, прибывший в университет по приглашению Каразина. Как отмечает В. А. Абашник, «Каразин постоянно интересовался новейшей научной и философской литературой, выходившей не только в Российской империи, но и за рубежом». Среди немецких философов Каразин особенно высоко ценил И. Г. Фихте, так что летом 1804 года он пригласил его в Россию. Фихте рассматривал для себя возможность поступления на службу в Санкт-Петербургскую академию наук или в Харьковский университет вплоть до весны 1805 года, однако впоследствии передумал, получив приглашение в Берлин. В конечном счёте предложение возглавить отделение философии в Харьковском университете получил И. Б. Шад, ставший первым фихтеанцем в Российской империи.
Шад прибыл на службу в Россию в 1804 году по рекомендации И. В. Гёте, с которым консультировался на предмет кураторской деятельности Северин Потоцкий. В Харькове Шад прослужил до 1816 года. Он читал лекции на латыни: преподавал курсы по истории философии и истории римской литературы, а также по логике, психологии и эстетике; неоднократно избирался деканом отделения словесных наук и нравственно-политического отделения. Параллельно с Шадом курсы логики и метафизики на латинском языке в Харькове преподавал И. М. Ланг. Шаду принадлежит авторство двух учебников, составленных в Харькове: один посвящён вопросам естественного права, второй составлен по прикладной логике. Среди учеников Шада выделяются: А. И. Дудрович (второй профессор философии после Шада), И. Я. Зацепин, Я. Н. Громов, А. Н. Нахимов, О. М. Сомов, Г. С. Хлапонин, Г. Г. Гесс де Кальве, И. Н. Лобойко и др.
Подобно тому как Фихте составил в годы наполеоновских войн «Речи к немецкой нации» (1807—1808 годы), Шад в 1815 году прочёл речь «О возвращённой свободе Европы», в которой писал о решающей роли России в победе над Наполеоном: «Но что скажу о тебе, разрушенная, опустошённая Москва? …Из развалин твоих исшёл глас свободы, раздавшийся по всему пространству Русского царства, по всей Европе, по всему шару земному и, подобно громовому удару, поразил тирана». В дальнейшем эта речь обыгрывалась в произведениях учеников и последователей философа, в частности, в размышлениях М. Н. Протопопова о «духе Россов».
Харьковский период творчества Шада впервые был подробно рассмотрен в трудах профессора Ф. А. Зеленогорского, историка философии и психологии, служившего в Харьковском университете на рубеже XIX—XX веков. В современной исследовательской литературе наследие Шада наиболее обстоятельно рассмотрено в трудах профессора В. А. Абашника, посвящённых истории харьковской университетской философии. По мнению В. А. Абашника, следует вести речь о Харьковской философской школе Шада, к которой примыкали не только его ученики, но и реципиенты его трудов в Москве, Санкт-Петербурге, Киеве, Одессе, Воронеже, Нежине и других городах.
Тимофей Осиповский
Одним из первых русских философов, обстоятельно исследовавших положения критической философии Иммануила Канта стал Тимофей Осиповский. Ему принадлежат речи «О пространстве и времени» (1807) и «Рассуждение о динамической системе Канта» (1813), в которых главным предметом критики стали теоретико-познавательные положения немецкого трансцендентализма и объективного идеализма. Осиповский продолжил дело А. С. Лубкина, автора «Писем о критической философии», начавшего полемику с кантианством ещё в 1805 году. Как отмечает А. Н. Круглов, «главный свой удар он наносил по естественно-научным представлениям, вытекавшим из критической философии».
Хотя в ряде утверждений русский математик признаёт справедливость кантовской философии, как это имеет место в случае опровержения индуктивного происхождения всеобщего и необходимого знания, он всё же усматривает в текстах Канта скорее негативное влияние на природоведение, в частности, Осиповский выступил с резкой критикой «Метафизических начал естествознания» Канта. Осиповский частично признавал справедливость кантовских утверждений о том, что мы познаём вещи такими, какими они нам являются, однако в текстах Осиповского из этого положения не вытекает дальнейших радикальных выводов, лёгших в основу философии немецкого идеализма.
Осиповский также выступал с критикой философских трудов И. Б. Шада, высмеивая их спекулятивный характер. Осиповский писал про Шада: «Каждый из философов немецких, как будто для хвастовства, отличался от прочих большим или меньшим количеством странностей в мыслях, но каждый отличался своими странностями, а наш философ, приняв под свой покров странности всех, прибавил к ним ещё столько же своих».
Самым известным учеником Т. Ф. Осиповского стал М. В. Остроградский, признанный лидер математиков Российской империи в 1830—1860-е годы.
Общество любомудрия

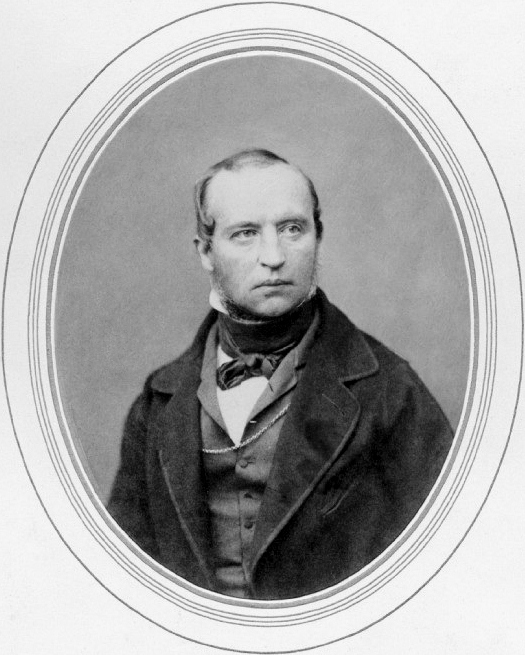
Князь Владимир Одоевский

В 1823 году создаётся Общество любомудрия. В него входили князь В. Ф. Одоевский (председатель), Д. В. Веневитинов (секретарь), а также будущие славянофилы А. С. Хомяков, И. В. Киреевский, А. И. Кошелёв, Н. М. Рожалин и др. Среди симпатизантов общества любомудрия, не входивших в него непосредственно, были С. П. Шевырёв, Н. А. Мельгунов, М. П. Погодин, В. П. Титов. Для кружка была характерна ориентация на немецкую протестантскую мысль, в нём изучались труды Иммануила Канта, Иоганна Готтлиба Фихте, а также немецких натурфилософов Лоренца Окена, Йозефа Гёрреса и Фридриха Вильгельма Йозефа Шеллинга. Ориентация на прусскую философскую традицию впоследствии отразилась на взглядах ранних славянофилов, выступавших не столько против западного культурного влияния в целом, сколько против французских революционных веяний.
Основным печатным органом «любомудров» был альманах «Мнемозина», выпускавшийся князем Владимиром Одоевским и Вильгельмом Кюхельбекером. Любомудры также активно печатались в журнале «Вестник Европы». В числе замыслов любомудров было издание авторского «Философского словаря», в котором все философские понятия и системы должны были быть выведены из понятия абсолютного.
Главным вдохновителем кружка «любомудров» был князь В. Ф. Одоевский, получивший прозвище «русский Фауст». Ему принадлежит цикл натурфилософских и литературных опытов, в частности, «Пёстрые сказки с красным словцом» (1833) и «Русские ночи» (1844), в которых князь раскрывает свои взгляды на природу познания и аксиологию. Одоевский составил множество ценных конспектов, в которых проявил себя как крупный мыслитель и знаток европейской интеллектуальной истории, он также снискал славу как один из первых биографов И. С. Баха и автор утопического романа «4338-й год: Петербургские письма», в котором предрёк союз России и Китая, а также предугадал появление технологий воздушного сообщения, детектора лжи и т. д. Ряд философских произведений Одоевского до сих пор не опубликован. Кружок любомудров объявил о самороспуске в 1825 году в связи с восстанием декабристов на Сенатской площади. Ряд бывших членов общества и друзей Одоевского продолжили литературную активность, публикуясь в журнале «Московский вестник».
Кружок Герцена—Огарёва
В 1830 году при Московском императорском университете формируется философский кружок Герцена—Огарёва, чьи участники вдохновлялись опытом декабристов. Летом 1834 года члены кружка были арестованы за революционную деятельность. Лидер кружка Александр Герцен занимал позицию критика самодержавной монархии и левого активиста, подкрепляя свои политические чаяния философским обоснованием. Он полагал, что разум не является суверенным проявлением человеческого духа, но является природой, осознающей самую себя через естественный процесс, раскрывающийся в истории человечества. Основываясь на изучении философии истории и науки, Герцен отмечал, что, поскольку массы постоянно поглощены материальными поисками средств к существованию, наука стала уделом немногих. В результате возник разрыв между «кастой учёных» и остальным человечеством, что, по мысли философа, должно привести к неизбежному социальному столкновению между «материей» и «духом». По мнению Герцена, только встреча науки и масс может устранить это противоречие.
В июле 1849 года Николай I арестовал имущество Герцена как революционера и заговорщика, однако, при содействии банкира Джеймса Майера Ротшильда, Герцену всё же удалось вернуть свои сбережения. Проживая в Лондоне, Герцен вместе с Н. П. Огарёвым вёл подрывную деятельность против царской власти, выпускал социалистическую газету «Колокол» и альманах «Полярная звезда», в которых рассматривал возможное будущее России через призму идеалов утопического социализма. Авторитет Герцена среди русских интеллектуалов был подорван после того, как Герцен открыто поддержал польское восстание 1863 года против России.
Кружок Николая Станкевича
В 1833 году при Московском Императорском университете появился философский кружок, группировавшийся вокруг Н. В. Станкевича. Среди единомышленников Станкевича почтением пользовались лекции М. Г. Павлова, одного из первых крупных русских натурфилософов и интерпретаторов Ф. В. Й. Шеллинга. Члены кружка активно интересовались трудами Г. В. Ф. Гегеля, И. Г. Фихте, вопросами диалектики, философии истории и социальной философии. Собрания кружка Станкевича проходили в усадьбе Бакуниных. В политическом плане взгляды членов кружка были очень пёстрыми. С кружком связывают будущего анархиста М. А. Бакунина, радикального левого литературного критика В. Г. Белинского, будущего лидера консервативной печати М. Н. Каткова, а также будущего западника В. П. Боткина и славянофила К. С. Аксакова. Кружок распался в 1839 году, за год до смерти Н. В. Станкевича. Впоследствии многие участники кружка перешли в другие объединения и продолжили заниматься философией самостоятельно.
Славянофилы и западники

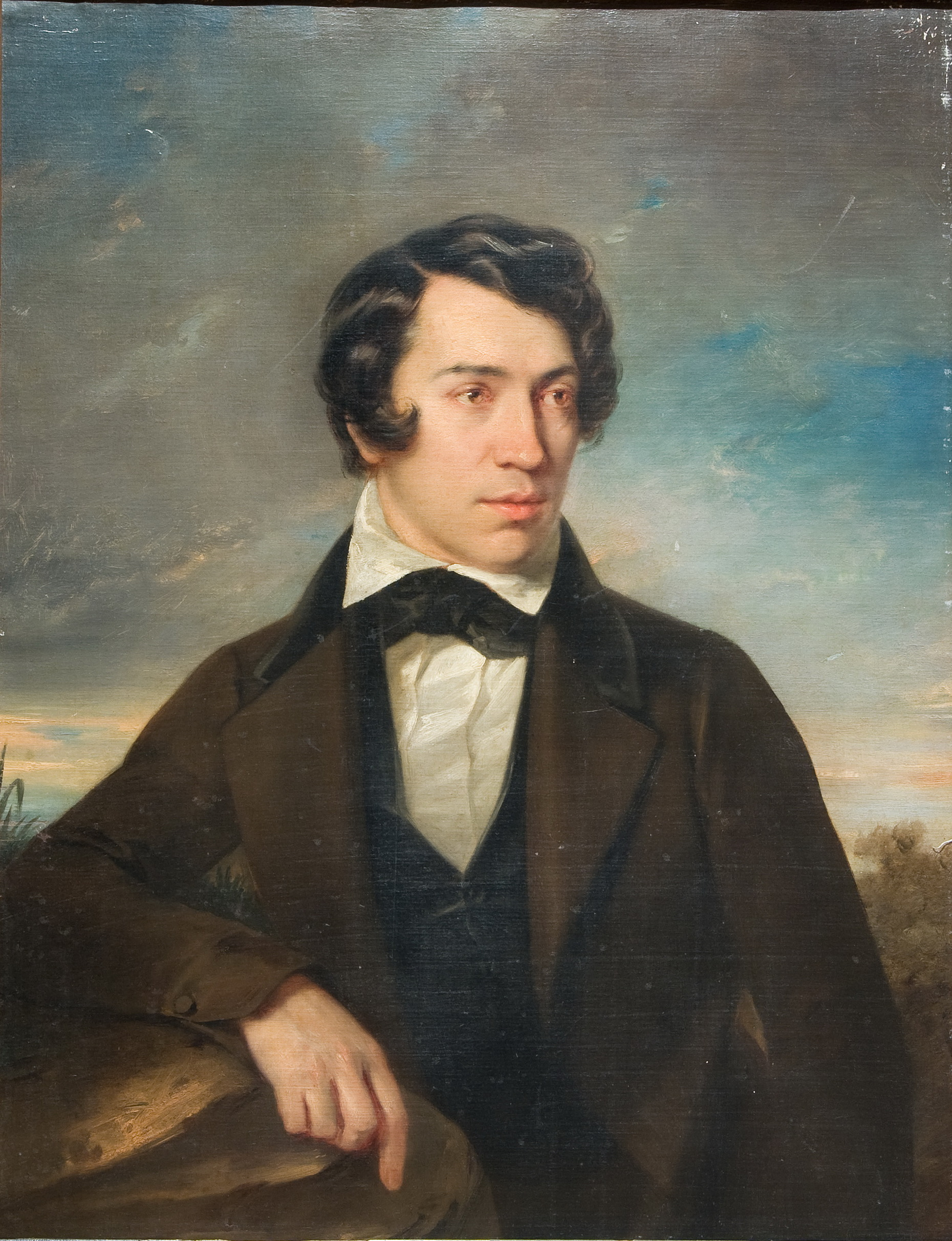
Алексей Хомяков, автопортрет 1842 год

Патриотический подъём, переживавшийся русскими после победы в Отечественной войне 1812 года, привёл к интеллектуальному расколу в высшем обществе. Вторжение сил Наполеона I на территорию России и взятие Москвы отразилось на творчестве Д. И. Фонвизина и Ф. В. Ростопчина, высмеивавших галломанию. Профессор Московского императорского университета Иоганн Буле и вовсе сравнивал поход Наполеона Бонапарта на Москву с нашествием галлов на Рим. Естественным следствием разочарования во французской культуре стал интерес к истокам русской, получивший выражение в трудах ранних славянофилов, задававшихся вопросом о русской самобытности.
В своих трудах славянофилы отстаивали ценности православия и стремились переосмыслить значение России в европейской интеллектуальной истории. Славянофилы акцентировали влияние опыта Франции на развитие социалистических идей в Европе и рассматривали их в негативном ключе: в особенности в них виделись черты французского декадентства. События 1812 года и формирование нового русского богословия (см. Филарет (Дроздов)) изменили религиозную констелляцию русского общества. В. М. Лурье в этой связи отмечает: если в XVIII столетии протестантские симпатии одних русских духовных деятелей уравновешивались католическими симпатиями других, то после изгнания из России иезуитов, католичество стало рассматриваться как главный религиозно-политический враг православного общества. В свою очередь движение «западников», ориентировавшихся на французский опыт, оказалось в оппозиции к русскому обществу из-за приверженности католической вере (П. Я. Чаадаев, В. С. Печерин).
У истоков русского славянофильства стоял Д. А. Валуев, сформулировавший ключевые положения этого течения в «Сборнике исторических и статистических сведений о России и народах ей единоверных и единоплеменных». В сборник также были включены труды Хомякова, Попова, Грановского, Снегирёва, статьи о судьбах славянства в Австрии и пр.
Крупнейшим мыслителем из числа ранних славянофилов был А. С. Хомяков, ранее входивший в «Общество любомудров». Хомяков разработал религиозно-философский концепт соборности, сформулировав его в полемике с иезуитом И. С. Гагариным. Суть полемики с Гагариным заключалась в вопросе о евхаристии и значении практик концилиаризма (от лат. concilium — «собор»), церковной парадигмы, утраченной в католичестве в XV веке с целью сохранения единства церковной власти папства. Прологом этой полемики послужили религиозно-философские прения между А. С. Стурдзой и Жозефом де Местром.
Славянофилы рассматривали соборность как деонтическую нерефлексируемую норму, которая возникла из религиозной практики литургии и превратилась в устойчивый социальный механизм, присущий русскому народу. Хомяков переосмысляет понятие καθολικὴν и с опорой на Иоганна Адама Мёлера рассматривает церковь через призму органического единства во множестве. Переосмысляя соборность в контексте немецкого романтического учения о духе Хомяков создаёт почву для развития русской религиозной философии, то есть для формирования новой национальной мысли с опорой на укоренённые в древности символические ресурсы православной культуры. Обращение к концепту соборности рассматривается Хомяковым как ключ для преодоления «разрывов» в русской истории (см. монгольское иго) и возрождения духа Древней Руси. Хомякову также принадлежит заслуга в разработке провиденциалистской концепции всеобщей истории, сформулированной в неоконченном труде «Семирамида» (название произведения отсылает к седьмому чуду света 
«Висячим садам Семирамиды»; также известно как «Мысли по вопросам всеобщей истории», 1838—1860), «где вся история человечества рассматривается как сосуществование и соперничество двух начал — „иранства“ и „кушитства“, одно из которых основано на идее свободного творения мира, а другое — на идее необходимого рождения, или эманации, мира из Бога».

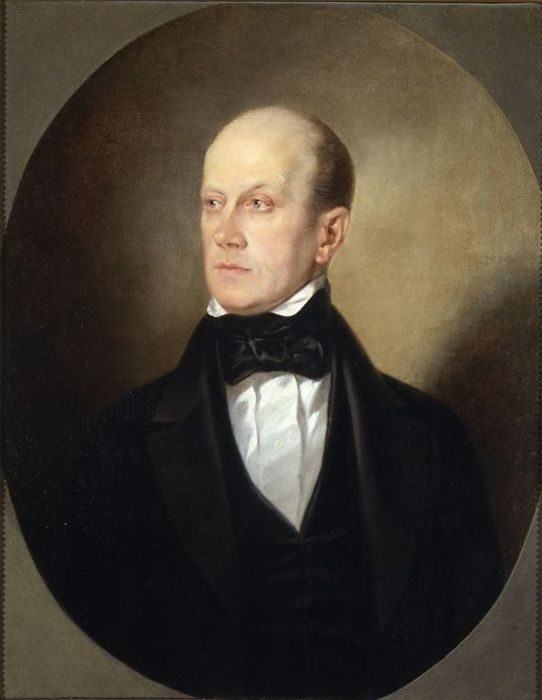
Пётр Чаадаев

Реакцией на появление славянофильских кружков стало «западничество», получившее распространение после обнародования «Философических писем» (Les lettres philosophiques, 1828—1830 гг.) П. Я. Чаадаева, написанных на французском языке с позиций католика. Как отмечает А. П. Козырев, оба течения — славянофилов и западников — характеризует философский интерес к истории. История рассматривалась сторонниками обоих движений как ключ к пониманию политических задач и социальных реформ, необходимых для развития российского государства. Славянофилы апеллировали к мессианской природе русского народа и ставили перед собой задачи выработки новой национальной философии, укоренённой в православной культуре, при этом монархия рассматривалась как единственно приемлемая форма государственного устройства. Западники — напротив, рассматривали монархию как оплот консервативных сил, препятствующих воплощению идеалов утопического социализма и равенству гражданских свобод.
Если ранние славянофилы рассматривали социальные потрясения в истории Руси (в первую очередь, монгольское иго) в качестве «разрывов» духовной и интеллектуальной жизни, которые надлежит преодолеть с помощью православной церкви, то ранние западники, напротив, вдохновляясь идеями католических философов (Л. де Бональд, Ж. де Местр, П. С. Балланш и др.), в самом православии усматривали причину, по которой Россия живёт «вне истории». В. С. Печерин, один из первых крупных идеологов «западничества» после Чаадаева, пройдя увлечение христианским социализмом аббата Ф. Р. де Ламенне, принял решение стать католическим священником и уехал в Ирландию. В Ирландии Печерин стал служителем ордена монахов-траппистов и боролся с протестантскими течениями. Таким образом, на раннем этапе идеология западников выстраивалась вокруг переосмысления французского опыта, что объясняет обострённый интерес ранних западников и их последователей к социалистическим проектам, получившим развитие после французской революции 1789 года.
Философия и запрет её преподавания в царствование Николая I
Развитие философии в эпоху императора Николая I было связано с общим политическим напряжением в Европе, эрозией старых социальных границ и расцветом новых национальных проектов. Если в конце XVIII века интерес к философии проявляли сугубо представители дворянских фамилий, то в XIX веке доступ к философской литературе существенно расширился и затронул самые разные слои русского общества, ранее к философии никак не приобщённые. В 1830-е годы в России появился первый философ из крепостных Ф. И. Подшивалов, автор труда «Новый свет и законы его» (1830). Подшивалов самостоятельно выучил французский язык и выступил с социальной критикой устоев крепостного права, а также переосмыслил роль христианства в обществе. Текст труда Подшивалова ныне утрачен, однако содержание его рукописи известно из докладу императору, составленного шефом жандармов. Из крепостных происходили историки-славянофилы М. П. Погодин и Н. И. Костомаров (крепостной собственного отца), чья полемика о началах Руси легла в основу последующих дебатов о норманизме и антинорманизме. При участии М. П. Погодина в 1830-е годы устанавливаются славянофильские связи с галицкими интеллектуалами из кружка Русская троица, тяготевшими к воссоединению с Россией, в романтическом ключе переосмысляется роль народа в политике собирания русских земель.
В 1833 году император Николай I учредил Киевский императорский университет Св. Владимира. Открытию нового университета предшествовали польское восстание 1830—1831 годов и закрытие Виленского университета (1832 год), чьи студенты польское восстание поддержали. По замыслу министра народного Просвещения С. С. Уварова, утверждение Киевского университета должно было способствовать укреплению русской народности и ослаблению польского влияния на юго-западе России. В числе первых в Киевском университете был открыт историко-философский факультет. Первым профессором философии в Киевском университете стал О. М. Новицкий. Новицкий был знатоком древнегреческой и немецкой классической философии, ему принадлежит цикл произведений об истории духоборчества, началах русской философии, о проблемах логики и специфике философского вопрошания. Новицкий полагал, что философия Древней Греции возникла не как исключительно самостоятельное, оригинальное явление европейской культуры, а в своих истоках глубоко связана с многовековой культурой Египта и Вавилона, древних Индии и Китая (см. труд Новицкого «Очерк индийской философии»). В 1838 году Новицкий опубликовал в Киеве речь «Об упрёках, делаемых философии в теоретическом и практическом отношении, их силе и важности», в которой выступил с апологией философии в условиях распространения политического вольнодумства в царской России. Новицкий определял философию как «развитие и уяснение движений сознания», при этом он трактовал философию через призму христианской теистической метафизики. В основании всякой философской школы или направления, согласно Новицкому, должны полагаться три конституирующих начала: первое начало — «дух познающий», то есть субъект, второе — «не-я», или «мир, вне нас существующий», и, третье — Бог как «причина и конец всех тварей». Новицкий выводил из этих начал национальные философские направления: в «духе познающем» он усматривал начало немецкой трансцендентальной философии, в «умозрительном мире» — онтологизм французской философии рационализма и английского эмпиризма, из религиозного начала Новицкий выводил основоположение русской философии, которая, по мысли Новицкого, призвана примирить разные течения и завершить «храм любомудрия».
В начале 1840-х годов философская литература проникает в среду разночинцев: интерес к философской литературе проявляют В. Г. Белинский, Н. Г. Чернышевский, Н. А. Добролюбов и др. Разночинцы бурно интересовались социальными вопросами, в связи с чем в России возрос интерес к философии истории и философии права. Среди специалистов по истории и философии права в 1840-е годы пользовались популярностью гегельянец П. Г. Редкин, а также К. Д. Кавелин, стремившийся примирить различные течения. Широкой известностью в этот период пользовались лекции по истории древней философии М. Н. Каткова (в прошлом — участника «кружка Станкевича»), по всеобщей истории — медиевиста Т. Н. Грановского, по русской истории — С. М. Соловьёва. Социальная ориентация разночинцев привела к популярности «левого крыла» гегельянства в России, которое было в сущности антропоцентричным: ранние левые гегельянцы меньше интересовались вопросами построения философских систем и законами диалектики, чем историософией и философией права. Идеологом утопического социализма, популярного в среде разночинцев, стал дворянин А. И. Герцен, в прошлом лидер левого кружка Герцена—Огарёва. Ему принадлежит философский труд «Письма об изучении природы», опубликованный в 1845 году в журнале «Отечественные записки». В нём Герцен предпринял попытку рассмотреть историю натурфилософии и проблему возникновения науки Раннего Нового времени через призму диалектического метода. В «Письмах» Герцен подробно останавливается на опыте формирования научной рациональности в трудах Френсиса Бэкона, Рене Декарта, Дэвида Юма, Томаса Гоббса и др.

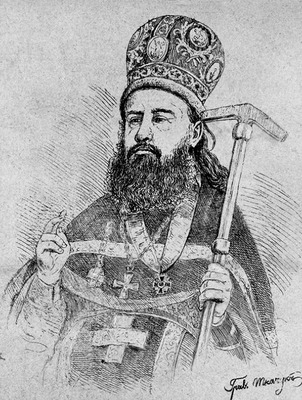
Архимандрит Гавриил (Воскресенский), первый историк русской философии

В Казанском университете на рубеже 1839—1840 годов архимандрит Гавриил (Воскресенский) составил шестичастный труд по истории философии, последняя часть которого всецело посвящена истории русской философии. Это был первый в мировой истории труд, в котором предпринята попытка описать историю русской философии от языческих культов и категорий мышления раннего Средневековья до философских систем XIX столетия в опыте интеллектуальной преемственности. Труд архимандрита Гавриила написан с позиций консервативной уваровской теории гармонии церкви, самодержавия и народа. Наиболее подробно вклад архимандрита Гавриила в историю русской философии рассмотрен в монографии «Первый историк русской философии: Архимандрит Гавриил и его время» профессора В. В. Ванчугова.
В Санкт-Петербургском университете вопрос о месте философии в свете консервативно-монархических идей поставил А. А. Фишер. Ему принадлежит речь «О ходе образования в России и об участии, какое должна принимать в нём философия» (1835 год). В ней Фишер выступил с этатистских позиций, отстаивая тезис о том, что всякие философские течения XVIII века, оправдывающие революционные воззрения и право на восстание, являются признаком упадка как общества, так и самой философии. А. А. Фишер настаивал на том, что философия должна обслуживать интересы монархии, религии и нравственного просвещения. Как отмечает В. В. Ванчугов, А. А. Фишер умело оформлял министерские инструкции С. С. Уварова в философскую форму, фактически, легитимируя статус философии как «благонадёжной науки».
В 1840-е годы в Санкт-Петербурге пользовался известностью шеллингианец А. И. Галич, ученик П. Д. Лодия. Его «Лексикон философских предметов» (1845) становится одним из первых в России философских справочников. Несмотря на то, что А. И. Галич был уволен из университета под давлением попечителя Санкт-Петербургского учебного округа Д. П. Рунича, обвинявшего философа в «безбожии», он продолжал писать. В 1848 году философ умер, после того как рукописи его неопубликованных трудов «Всеобщее право» и «Философия истории человечества» погибли при пожаре. Преследованиям со стороны Рунича также подвергся Лодий, учитель Галича. Рунич лишил его кафедры и через некоторое время — деканства. Преподавание философии и логики было передано ставленнику Рунича М. А. Пальмину, на философском поприще известному, прежде всего, благодаря переводу труда Эдмунда Бёрка «Философическое исследование происхождения наших понятий ο высоком и прекрасном».
При Николае I по университетскому уставу 1835 года был утверждён план функционирования философского факультета в Императорском Харьковском университете, он разделялся на два отделения: 1-е отделение включало философские, исторические и филологические науки, во 2-м отделении изучались дисциплины, касающиеся вопросов естествословия, то есть натурфилософии (в 1850 году с закрытием философского факультета первое отделение было перераспределено в историко-филологический факультет, а второе — в физико-математический факультет). Профессором по умозрительной и практической философии в 1830-е годы служил Ф. Ф. Чанов, в своих философских трудах опиравшийся на труды И. Б. Шада, И. Г. Кизеветтера, Ф. С. Карпе и Г. Й. Гиллебранда. В 1839 году М. Н. Протопопов защитил в Харькове диссертацию «Об истинном предмете философии и соответственно оному составе ея», став после защиты ординарным профессором философского факультета. С 1850 года Протопопов был переведён на кафедру политической экономии историко-филологического факультета, где прослужил до самой смерти в 1857 году. М. Н. Протопопов внёс заметный вклад в борьбу с ранним позитивизмом, познакомил русскую публику с трудами шотландской школы здравого смысла, а также разработал принципы демаркации философского знания как «знания идей», противопоставив его «знанию явлений» в других науках.
Царь Николай I, будучи воспитанником Ф. П. Аделунга, был хорошо знаком с философской литературой, высоко ценил античных авторов и с большим пиететом относился к трудам Марка Аврелия, которые читал в оригинале. Отношение Николая I к преподаванию философии резко изменилось в период «весны народов» 1848—1849 годов, охватившей практически всю континентальную Европу: национальные революционные движения прокатились волной от Сицилии до Австрии. Тревожным признаком революционных веяний в России стало распространение философской литературы в среде разночинцев, оно отразилось на появлении новых левых политических кружков (см. революционная демократия). В круг чтения разночинцев вошли труды Ш. Фурье, А. Сен-Симона, Р. Оуэна. С распространением левых политических веяний среди студентов философии связана крылатая фраза министра народного просвещения П. А. Ширинского-Шихматова: «Польза философии не доказана, а вред от неё возможен». В 1849 году был раскрыт революционный кружок Буташевича-Петрашевского, стремившийся воплотить принципы утопического социализма путём насильственного свержения царской власти. Следствием было доказано, что члены кружка изучали труды европейских философов-социалистов (в частности, Шарля Фурье), на основании которых выдвинули программу революционных преобразований в царской России. Если до 1830-х годов Николай I был заинтересован в общественных послаблениях и проведении социальных реформ, то в условиях «весны народов» и грядущей Крымской войны его позиция изменилась. С целью предотвращения появления новых левых кружков в 1850 году по воле императора Николая I поступило распоряжение закрыть все философские факультеты в университетах, а преподавание философии как отдельного предмета запретить. В результате были закрыты философские факультеты в императорских университетах Санкт-Петербургском, Московском, Киевском, Харьковском и Казанском.
Философия в духовных академиях
Если в университетах с 1850-го года действовал запрет на преподавание философии, то в духовных академиях занятия философией не прерывались, что предопределило расцвет русской религиозной философии. В духовных академиях происходит знакомство с идеями кантианцев В. Круга и К. Л. Рейнгольда, сближавших философию субъективного идеализма И. Г. Фихте с философией чувства и веры Ф. Г. Якоби; популярностью в духовных академиях пользуются труды Ф. К. фон Баадера, Л. К. Сен-Мартена, Г. Г. Шуберта. Формируются центры духовно-академической философии в Санкт-Петербурге, Москве, Киеве и Казани. Как религиозные философы в академической среде приобретают известность протоиерей Ф. А. Голубинский, В. Д. Кудрявцев-Платонов, Ф. Ф. Сидонский, В. Н. Карпов, П. Д. Юркевич, И. М. Скворцов и др.
Философия в 1860-е годы

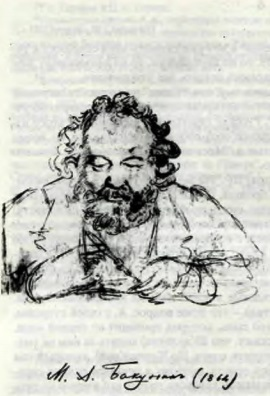
Михаил Бакунин, рисунок Э. А. Дмитриева-Мамонова, Флоренция, 1864 год

- Даниил Велланский — стоял у истоков русского шеллингианства, последователь Лоренца Окена.
- Михаил Павлов — один из первых русских натурфилософов.
- Фёдор Подшивалов — один из первых русских философов, происходивший из крепостных. Автор трудов «Новый свет и законы его» и «Небо новое».
- Александр Стурдза — православный философ-монархист, полемизировавший с Жозефом де Местром о значении соборности и папстве, предтеча А. С. Хомякова.
- Николай Станкевич — русский шеллингианец, близкий друг Павлова.
- Владимир Одоевский — основал кружок «Общество любомудров», созданный вместе с Веневитиновым и будущим славянофилом Киреевским.
- Гавриил (Воскресенский) — первый историк русской философии.
- Александр Галич — русский философ-шеллингианец, автор ряда философских трудов. Главное сочинение Галича, многолетний труд «Философия истории человечества» утрачен при пожаре в доме философа.
- Пётр Чаадаев — стоял у истоков оригинальной философии, задал вопрос о смысле России как отдельной цивилизации. В остальном он повторял старые идеи о механистическом устройстве мира и провиденциальном характере истории.
- Иоганн Баптист Шад — первый фихтеанец в России.
- Алексей Хомяков — славянофил, считал неудовлетворительным решение о смысле России, отстаивал идеи соборности.
- Иван Киреевский — славянофил, отстаивал идеал допетровской патриархальной Руси.
- Фёдор Карпов — русский философ и психолог, один из первых крупных переводчиков корпуса «Диалогов» Платона на русский язык.
- Константин Аксаков — идеолог русских славянофилов, провёл различение между страной и государством.
- Пётр Редкин — знаток истории философии права.
- Тимофей Грановский — крупнейший философ истории в России XIX века.
- Николай Надеждин — русский философ, этик, знаток раскола церкви и её истории.
- Александр Герцен — русский политический и общественный деятель леволиберальных взглядов, автор философского труда Письма об изучении природы.
- Иван Давыдов — русский философ, филолог, автор цикла трудов об античной философии, а также сочинений о Френсисе Бэконе и философии как науке.
- Белинский — сторонник левого крыла русских гегельянцев.
- Чернышевский — русский революционер, левый политический активист, автор труда «Антропологический принцип в философии» (1860).
- Владимир Ламанский — русский славянофил, историк, знаток истории Средневековья и Раннего Нового времени; полемизировал с Чернышевским и обвинял последнего в пропольских воззрениях на «русский вопрос» и ущемлении прав русского народа.
- Иван Скворцов — русский религиозный философ.
- Памфил Юркевич — видный религиозный философ, разрабатывал «метафизику сердца».
- Феофан (Авсенев) — русский философ-«идеалист», наставник С. Гогоцкого.
- Сильвестр Гогоцкий — русский монархист, философ, один из первых крупных популяризаторов философии Гегеля.
- Виктор Кудрявцев-Платонов — русский религиозный философ.
- Николай Фёдоров — русский религиозный философ-провиденциалист.
- Фёдор Достоевский заявил о «русской идее» и необходимости восстановления связи «образованного общества» с народом на основе национальной «почвы».
- Константин Леонтьев — русский религиозный философ и антрополог.
- Николай Страхов — русский консервативный философ, один из идеологов почвенничества.

Основные школы и направления начиная с XIX столетия
1. Юрьевская философская школа
2. Западничество и либерализм — середина XIX века;
3. Славянофильство и почвенничество — середина XIX века;
4. Народничество — 2-я половина XIX века;
5. Анархизм — 2-я половина XIX века;
6. Космизм — конец XIX — первая половина XX века;
7. Толстовство — конец XIX — начало XX века;
8. Позитивизм — конец XIX — начало XX века;
9. Софиология — начало XX века;
10. Лимитизм (см. Философия Каллистрата Жакова) — начало XX века;
11. Метафизический персонализм (см. Юрьевская философская школа) — начало XX века;
12. Евразийство — первая половина XX века — начало XXI века;
13. Марксизм-ленинизм — XX век;
14. Веховство — после установления советской власти в XX веке;
15. Непримиримость (см. Философия Ивана Ильина) — после установления советской власти в XX веке;
16. Этатизм
17. Традиционализм
18. Национализм

### Русский космизм
Концепция ноосферы В. И. Вернадского
Одним из направлений в русской философской мысли XIX—начала XX вв. является философия русского космизма. Наиболее значительным для направления является учение о ноосфере В. И. Вернадского. Под ноосферой понимается разумная деятельность человечества, изменяющая природу. Согласно Вернадскому, ноосфера воплощает высшую стадию эволюции биосферы, становление которой связано с развитием общества, оказывающего глубокое воздействие не просто на среду собственного обитания, но на природные процессы в целом. Жизненный мир человека как локальное пространство интеракций оказывается вплетённым в пространство абиогенеза, образуя «мыслящую оболочку» общественной воли, изменяющей мир. Частной формой выражения ноосферы является техносфера, поскольку кроме деятельности по производству и использованию машин и технологий в пространство ноосферы входят духовная, научная и культурная деятельность всего человечества. Согласно В. И. Вернадскому, ноосферу как целое невозможно свести к локальному жизненному миру отдельного человека, подобно тому как биологическую сферу нельзя свести к среде обитания отдельного организма. Курс лекций, прочитанный В. И. Вернадским в Сорбонне в 1920-е годы, оказал влияние на труды Эдуара Ле Руа и Пьера Тейяра де Шардена.
Среди истоков возникновения русского космизма выделяют следующие:
- Философским основанием космизма выступают идеи развития и всеобщей диалектической взаимосвязи мира, разрабатываемые философией в ходе её исторического развития.
- Религиозные идеи несомненно, оказали существенное влияние на формирование и развитие идей русского космизма. Многие из его представителей были в той или иной мере религиозными мыслителями, например, Н. Ф. Фёдоров, Вл. С. Соловьёв, П. А. Флоренский. Суть религиозного влияния проявлялась здесь в первую очередь через нравственные постулаты религии.
- Естественно-научные — не будь в учении русского космизма опоры на человеческий разум, науку, технику, оно осталось бы в истории человеческой мысли лишь как любопытное утопически-религиозное учение.

Кроме того, религиозное влияние на русский космизм явственно проглядывает через христианское учение о воскрешении людей. Это наглядно видно в концепции патронификации (воскрешения отцов) Н. Ф. Фёдорова.
Отец русского космизма Н. Ф. Фёдоров
Проблематикой русского космизма активно занимались такие мыслители, как Н. Ф. Фёдоров, Вл. С. Соловьёв, Н. А. Умов, К. Э. Циолковский, П. А. Флоренский, В. И. Вернадский, А. Л. Чижевский. Все они в значительной мере повлияли на возникновение этого философского направления.
Николай Фёдорович Фёдоров (1828—1903) стоял у истоков русского космизма. Философия Фёдорова концентрируется вокруг идеи победы над смертью, воскрешении мёртвых. Высший смысл для Фёдорова есть не сама жизнь, а высшая нравственность — это деятельность («дело») во имя жизни, исходным пунктом которой, по Фёдорову, могла стать только Россия. Космизм Фёдорова оказал влияние на творчество других представителей русского и зарубежного космизма, в том числе на таких учёных-теоретиков как К. Э. Циолковский, В. И. Вернадский, А. Л. Чижевский.
Космическая философия К. Э. Циолковского
Концепция космизма А. Л. Чижевского

### Религиозно-мистическая философия
Религиозно-мистическое направление в русской философии складывалось постепенно, однако его подлинными духовными отцами были Вл. С. Соловьёв и Ф. М. Достоевский. Идея Соловьёва о возможности достижения единства русского православия и западной религии и культуры оказала воздействие на философские построения Н. А. Бердяева, С. Н. Булгакова, Л. И. Шестова и др. Частично посредством Д. С. Мережковского и его последователей направление восходит к древнерусскому и средневековому русскому богословию.
 Теософия 
Елена Петровна Блаватская (1831—1891) стояла у истоков философского учения теософии и идей радикального пантеистического направления. В 1875 году Блаватская начала писать Isis Unveiled («Разоблачённая Изида», 1877), где выступила с критикой науки и религии и заявила, что исключительно с помощью мистицизма можно получить достоверные знания. В этом же году в Нью-Йорке вместе с Г. С. Олкоттом и У. К. Джаджем основала Теософическое общество, которое провозгласило следующие цели:
- Образовать ядро Всемирного Братства без различия расы, цвета кожи, пола, касты и вероисповедания;
- Способствовать изучению арийских и других писаний, мировых религий и разных наук, отстаивать важность значения древних азиатских источников, принадлежащих к брахманистской, буддийской и зороастрийской философиям;
- Исследовать скрытые тайны Природы во всевозможных аспектах, и в особенности психические и духовные способности, скрытые в человеке.

В США, Англии, Франции и Индии обрела десятки тысяч последователей.
 Философия всеединства В. С. Соловьёва 
Современники называли Владимира Сергеевича Соловьёва (1853—1900) центральной фигурой русской философии. Он критиковал существующую до него философию за отвлечённость и не принимал таких крайних её проявлений как эмпиризм и рационализм. Выдвигал идею положительного всеединства, во главе которого стоит Бог. Благо он видел как проявление воли, истину как проявление разума, красоту как проявление чувства. Весь материальный мир философ видел подконтрольным Ему, человек же в его философии выступал связующим звеном между Богом и природой, Им созданной, но не совершенной. До совершенства (вплоть до одухотворения) должен довести её человек, в этом смысл его жизни (движение к Абсолюту). Поскольку человек занимает промежуточное положение между Богом и природой, его нравственная активность проявляется в любви к другому человеку, к природе и к Богу.
Религиозно-идеалистические идеи философии Вл. Соловьёва были восприняты Н. Бердяевым, С. Булгаковым, Л. Карсивиным, Л. Лопатиным, П. Флоренским, С. Франком и другими русскими мыслителями. Его учение о двойственности мира и искусстве как особом способе проникновения в егт идеальную Душу послужило философской основой эстетики символизма.
 Эсхатология 
С самого начала христианское понимание истории включало в себя эсхатологическую идею — конца мира, его смыслового завершения в Страшном суде. Эсхатологические мотивы получили впоследствии определённое признание (хотя и не стали определяющими) в историософских концепциях российских религиозных философов конца XIX — начала XX в.: Вл. Соловьёва, Н. Бердяева, К. Леонтьева. Показательно в этом отношении высказывание Вл. Соловьёва:

Магистраль всеобщей истории с её древней, средней и новой частями пришла к концу, внутренне завершилась, произошла всеобщая катастрофа мироздания, крушение Антихриста. Историческая драма сыграна, написана вся до конца, остался один лишь эпилог, содержание которого, по существу, заранее известно
— Вл. Соловьёв, Три разговора о войне, прогрессе и конце всемирной истории
В христианской религиозно-философской концепции были выражены предпосылки постижения целостности исторического процесса: начало истории — грехопадение, её поворотный пункт — явление Христа (искупление), завершение истории — Страшный суд. А. Любин включил Ж. Местра и Соловьёва в единую линию, которую он сам определил как «апокалиптическую философию», восходящую к Иоахиму Флорскому. «„Повесть об Антихристе“ Соловьёва — повесть о том, что человечество способно ради земного благополучия, мира, изобилия и политической свободы отказаться от духовной свободы, предпочесть отдельные ценности абсолютным, материальное — духовному».
 Философия Л. Н. Толстого 
Одно из центральных мест в русской философии занимает Лев Николаевич Толстой (1828—1910). На его философию оказали влияние взгляды Канта, Руссо, А. Шопенгауэра. Взгляды Толстого разделяли многие современники («толстовцы») и последователи. Сам Ганди считал его своим учителем.
В своей философии Толстой признаёт ценность моральной составляющей религии, но отрицает все богословские её аспекты («истинная религия»). Цель познания видит в поиске человеком смысла жизни.

### Позитивизм[135]
- Де Роберти
- Вырубов
- Лесевич
- Лавров
- Михайловский

### XX век
В начале XX века крупнейшими русскими философами, под влиянием социальных и политических изменений в стране, были выпущены три философских сборника, получивших широкий общественный резонанс и оценку со стороны различных политических деятелей того времени. Эти сборники:
- Проблемы идеализма. 1902 год;
- Вехи. Сборник статей о русской интеллигенции. 1909 год;
- Из глубины. Сборник статей о русской революции. 1918 год.

Русская религиозная философия рубежа XIX и XX вв. стала своеобразным синтезом между славянофильством и западничеством. Вслед за Чаадаевым сохранились проекты построения царства божьего на Земле, которые приобрели черты софиологии (Вл. Соловьёв, С. Булгаков) и розы мира (Д. Андреев). Важной частью построения справедливого общества мыслилась религия и духовно-нравственное перерождение. Отчасти идеи софиологии наследуют большевизм (ленинизм) и космизм (ноосфера). По мнению проф. В. И. Кащеева, без классицизма в образовании в Российской империи 19-20 вв. не было бы золотого века русской философии.
В XX веке в связи с драматическими событиями русской истории происходит разделение русской философии на русский марксизм и философию русского зарубежья. Часть философов была выслана за границу, но часть осталась в Советской России: Павел Флоренский и его ученик Алексей Лосев. Через последнего традиции русской философии были возрождены в Советской России, поскольку от него духовное преемство получили С.С. Аверинцев и В.В. Бибихин.

#### Философия русского зарубежья
Ильин
Спекторский
Кожевников
Койре
Чижевский
Карсавин

#### Экзистенциализм Н. А. Бердяева
Важнейшее место в русской философской мысли первой половины XX века занимает творчество Николая Александровича Бердяева (1874—1948), наиболее яркого представителя русского экзистенциализма. В начале своего пути Бердяев придерживался марксистских взглядов, участвуя в антиправительственных демонстрациях и ведя переписку с одним из лидеров германской социал-демократии Карлом Каутским. Однако вскоре молодой философ и мыслитель отошёл от марксизма, став одним из наиболее обстоятельных критиков этого учения.
Бердяев называет основной противоположностью, которая должна развиваться в мировоззрении философа, противоположность между духом и природой. Дух есть субъект, жизнь, творчество и свобода, природа — объект, вещь, необходимость и неподвижность. Познание духа достигается посредством опыта. Бог есть дух. Те из людей, кто имел духовный опыт и опыт творчества, не нуждаются в рациональном доказательстве существования Бога. По своей сути божество иррационально и сверхрационально.
Развивая в своём учении тему творчества и духовности, Бердяев уделяет огромное внимание идее свободы, в которой раскрывается связь между Богом, Вселенной и человеком. Он различает три вида свободы: первичную иррациональную свободу, то есть произвольность; рациональную свободу, то есть исполнение морального долга; и, наконец, свободу, проникнутую любовью Бога. Он утверждает, что свобода не создаётся Богом, и поэтому Бог не может быть ответственным за свободу, которая породила зло. Первичная свобода обуславливает возможность как добра, так и зла. Таким образом, действия человека, обладающего свободной волей, не может предвидеть даже Бог, он выступает помощником, чтобы воля человека становилась добром.
Экзистенциальные воззрения в творчестве Бердяева проявляются в его мыслях о проблеме личности. По Бердяеву, личность — не часть космоса, напротив, космос — часть человеческой личности. Личность — не субстанция, она — творческий акт, она неизменна в процессе изменения. Личность, проявляющая творческую деятельность, тем самым находит в себе божество.
Бердяев пытается сформулировать так называемую «русскую идею», в которой выражается характер и призвание русского народа. "Русский народ есть в высшей степени поляризованный народ, он есть совмещение противоположностей, " — считает мыслитель. В русском народе сочетаются жестокость и человечность, индивидуализм и безликий коллективизм, искание Бога и воинственное безбожие, смирение и наглость, рабство и бунт. В истории проявились такие черты национального характера, как покорность власти, мученичество, жертвенность и склонность к разгулу и анархии. Говоря о событиях 1917 года, Бердяев подчёркивает, что либерально-буржуазная революция в России была утопией. Революция в России могла быть только социалистической. По мнению философа, русская идея коренится в идее братства людей и народов, ибо русский народ по своей душевной структуре религиозен, открыт и коммунитарен. Тем не менее, напоминает Бердяев, не стоит забывать о поляризованности природы русского человека, способного к состраданию и возможности к ожесточению, стремящего к свободе, но порой склонному к рабству.
В числе главных трудов Бердяева «Философия свободы» (1911), «Смысл творчества. Опыт оправдания человека» (1916), «Философия неравенства. Письма к недругам по социальной философии» (1923), «Истоки и смысл русского коммунизма» (1937), «Русская идея. Основные проблемы русской мысли XIX—XX века» (1946).

#### Евразийство
Еврази́йство — философско-политическое движение, выступающее за отказ от европейской интеграции России в пользу интеграции с центральноазиатскими странами. Евразийское движение, появившееся в среде русской эмиграции в 1920—1930-е гг., приобрело популярность к началу XXI века.
Идеи евразийства, практически забытые ко второй половине XX века, были во многом воскрешены историком и географом Л. Н. Гумилёвым и получили широкое распространение к началу XXI века. Гумилёв в ряде книг, — «Этногенез и биосфера Земли», «Тысячелетие вокруг Каспия» и «От Руси к России», — используя евразийскую концепцию и дополняя её собственными разработками, формирует свою концепцию этногенеза, приводящую его к ряду выводов, среди которых для нас наибольшую важность имеют следующие: во-первых, любой этнос представляет собой общность людей, объединённую некоторым стереотипом поведения; во-вторых, этнос и его стереотип поведения формируются в конкретных географо-климатических условиях и остаются устойчивыми длительный период времени, сравнимый со временем существования этноса; в-третьих, суперэтнические целостности формируются на основе обобщённого стереотипа поведения, разделяемого представителями различных этносов единого суперэтноса; в-четвёртых, стереотип поведения суперэтнической целостности представляет собой некоторый способ бытия, отвечающий определённым условиям существования.

## Философия в СССР
Русская философия и установление советской власти
Приход большевиков к власти в России имел пагубные последствия для развития русской философии. Некоторые крупные русские философы погибли в годы гражданской войны в России: в 1918 году при взятии Саратова большевиками был убит профессор философии Д. В. Викторов, ученик Н. Я. Грота и крупный специалист по истории немецкой философии; в 1919 году от голода умер русский религиозный философ В. В. Розанов; в том же году органами ЧК был расстрелян специалист по истории русской философии, богослов Н. С. Стеллецкий; в 1920 году от тифа умер Е. Н. Трубецкой, бежавший из Москвы от большевиков и примкнувший к ВСЮР.
В 1918 году Россию покинул крупный философ науки А. Койре, до осени 1917 года служивший на юго-западном фронте; в 1920 году из-за преследований со стороны ЧК Россию покинул А. В. Кожевников, впоследствии внёсший значительный вклад в развитие французского неогегельянства и оказавший влияние на Жака Лакана; с отступающими «белыми силами» страну покинули Е. В. Спекторский, Г. В. Флоровский, В. В. Зеньковский, Н. Н. Алексеев, П. И. Новгородцев, В. Н. Ильин, Б. П. Вышеславцев, П. А. Бобринской и др.
В 1922 году на «философском пароходе» из страны были высланы философы первой величины, в частности, Н. А. Бердяев, И. А. Ильин, Л. П. Карсавин, И. И. Лапшин, Н. О. Лосский, П. А. Сорокин, Ф. А. Степун, С. Л. Франк и др.
В рамках борьбы с инакомыслием в СССР подверглись репрессиям такие крупные философы как А. Ф. Лосев, И. К. Луппол, Г. И. Челпанов, Л. П. Карсавин, С. А. Аскольдов, Я. Э. Голосовкер и др. Ряд крупных русских философов в 1930-е годы был расстрелян, среди них: Г. Г. Шпет, П. А. Флоренский, Н. В. Устрялов и др.
В условиях диктатуры пролетариата развитие философской мысли в СССР было сковано задачами идеологии, которая насаждалась путём репрессий (см. академическое дело и др). Философия должна была служить теоретическому обоснованию возможности построения коммунизма, при этом цитирование «буржуазных философов» было допустимо только в рамках критики, что в свою очередь привело к интеллектуальной стагнации марксизма-ленинизма и к упадку философского образования в СССР.
Советская философия
Ещё до начала Октябрьской революции в России получила развитие философия марксизма (Георгий Плеханов, Владимир Ленин).
Основным в советской философии считался вопрос о соотношении материи и сознания, а основным методом — диалектика, в которой выделялось три закона. Структурно философия делилась на диалектический и исторический материализм, то есть философию природы и философию истории. Природа, трактуемая как материя и объективная реальность, считалась вечной и бесконечной в пространстве и времени. Сознание интерпретировалось как «свойство высокоорганизованной материи».
В области онтологии проводила исследование ленинградская онтологическая школа (Василий Тугаринов), в рамках которой была выделена онтологическая триада (вещь-свойство-отношение), отождествлены природа и реальность, а также противопоставлены материя и бытие.
В теории познания господствовала ленинская теория отражения. Исторический процесс воспринимался через призму соподчинённого отношения базиса (экономика) и надстройки (культура), который проходил через последовательно сменяющие друг друга формации: первобытно-общинный строй, рабовладельческий строй, феодализм, капитализм и социализм (как первой стадии коммунизма).
В советские годы приобрели популярность дискуссии о природе идеального (только «в голове» или нет? Давид Дубровский — Эвальд Ильенков), споры о природе информации.
Русская философия в позднем СССР
После «хрущёвской оттепели» в СССР появилась возможность разрабатывать философские вопросы, выходящие за рамки марксистской парадигмы, что привело к формированию периферийных философских кружков и развитию новых самостоятельных проектов. Михаил Бахтин развивает идеи полифонии, диалога и карнавальности. Большой популярностью в позднесоветский период пользовались философы А. Ф. Лосев, С. С. Аверинцев, В. В. Бибихин. В позднесоветский и постсоветский период получили широкое признание идеи Московско-Тартуской семиотической школы. Вопрос зарождения философии как «греческого чуда» в античном мире получил оригинальное обоснование в трудах М. К. Петрова и А. И. Зайцева.

## Философия в современной России
После снятия идеологических запретов вследствие распада СССР, русская философия оказалась в ситуации неопределённости. При сохранении сложившейся структуры философского образования, запустился процесс освоения той части философского наследия, от которого советская философия была искусственно изолирована. Возникли и стали развиваться новые дисциплины философского цикла — политология, культурология, религиоведение, философская антропология.
Принимались попытки возобновления прерванной философской традиции, возвращение к наследию русской религиозной философии (неопатристический синтез), однако эти попытки (по мнению Ю. И. Семёнова, Д. С. Данина, М. М. Чулаки и многих других) оказались провальными.

### Неоевразийство
В настоящее время существует несколько организаций, заявляющих о своей преемственности идеям евразийцев. Основными среди них являются Евразийский союз молодёжи, Международное Евразийское движение главного идеолога неоевразийства Александра Дугина и ряд других организаций. В рамках этой концепции критике подвергается глобализация и основанный на гегемонии западной цивилизации миропорядок. Разрабатывается концепция русского мира как империи и катехона.

### ШколаГ. П. Щедровицкого
Крайне оригинальный и неординарный вклад в развитие русской философии принадлежит Георгию Щедровицкому и созданной им методологической школе, что соответствующим образом было сформулировано впоследствии («третья русская философия — на самом деле методология»).
Созданная Щедровицким и его школой (также известной как «Московский методологический кружок») философско-методологическая система предлагает оригинальные пути выхода из проблемной ситуации постмодерна («в оппозиции „модернизм — постмодернизм“ СМД-Методология может быть позиционирована с рядом оговорок и условий»).
Показательно, что, поначалу полуподпольный, Московский методологический кружок формирует, выковывает и шлифует понятия, востребованные современностью, в то время, когда концептуальный аппарат т. н. «постнеклассической» (постмодернистской) философии уже исчерпал свои возможности (см. статью «Философия у нас есть»).

### Русская философия первой четверти XXI века
- Ахутин, Анатолий Валерианович
- Гиренок, Фёдор Иванович
- Грякалов, Алексей Алексеевич
- Дугин, Александр Гельевич
- Крылов, Константин Анатольевич
- Парибок, Андрей Всеволодович
- Подорога, Валерий Александрович
- Секацкий, Александр Куприянович